# Ronald Reagan
Ronald Wilson Reagan (/ˈreɪɡən/ RAY-gən; 6 tháng 2 năm 1911 – 5 tháng 6 năm 2004) là một chính trị gia người Mỹ, tổng thống thứ 40 của Hoa Kỳ từ năm 1981 đến năm 1989. Là thành viên của Đảng Cộng hòa, trước đây ông từng là thống đốc thứ 33 của California từ năm 1967 đến năm 1975 sau sự nghiệp làm diễn viên Hollywood và lãnh đạo công đoàn.
Sinh ra trong một gia đình có thu nhập thấp ở Tampico, Illinois, Reagan tốt nghiệp Đại học Eureka năm 1932 và làm bình luận viên thể thao trên đài phát thanh ở Iowa. Sau khi chuyển đến California vào năm 1937, ông làm diễn viên và đóng vai chính trong một số tác phẩm điện ảnh lớn. Với tư cách chủ tịch Nghiệp đoàn Diễn viên Màn ảnh, Reagan đã loại bỏ những ảnh hưởng được cho là của cộng sản. Trong những năm 1950, ông chuyển sang lĩnh vực truyền hình và là một diễn giả truyền động lực tại các nhà máy của General Electric. Năm 1964, bài phát biểu "Thời điểm để lựa chọn" của ông đã thu hút sự chú ý của cả nước với tư cách là một phát ngôn viên bảo thủ mới. Xây dựng một mạng lưới những người ủng hộ, Reagan được bầu làm thống đốc California vào năm 1966. Với tư cách là thống đốc, ông tăng thuế, biến thâm hụt ngân sách nhà nước thành thặng dư, thách thức những người biểu tình tại UC Berkeley, và ra lệnh điều động lực lượng Vệ binh Quốc gia trong thời gian diễn ra phong trào phản đối.
Năm 1980, Reagan đại diện cho Đảng Cộng hòa tham gia tranh cử tổng thống và đánh bại tổng thống đương nhiệm, Jimmy Carter. Ở tuổi 69, 349 ngày vào thời điểm ông nhậm chức nhiệm kỳ đầu tiên, Reagan là người lớn tuổi nhất đảm nhận chức vụ tổng thống Hoa Kỳ cho đến năm 2017, khi Donald Trump nhậm chức ở tuổi 70, 220 ngày. Reagan đối đầu với cựu phó tổng thống Walter Mondale khi ông tái tranh cử vào năm 1984 và đã đánh bại Mondale, giành được nhiều phiếu đại cử tri nhất so với bất kỳ tổng thống Hoa Kỳ nào khác, 525, tương đương 97,6% trong số 538 phiếu bầu Đại cử tri đoàn. Đây là cuộc bầu cử tổng thống có kết quả một chiều thứ hai trong lịch sử Hoa Kỳ hiện đại sau chiến thắng năm 1936 của Franklin D. Roosevelt trước Alfred M. Landon, khi đó Roosevelt giành được 98,5%, hay 523, trong tổng số 531 phiếu đại cử tri.
Ngay sau khi nhậm chức tổng thống, Reagan bắt đầu thực hiện các sáng kiến kinh tế và chính trị sâu rộng. Các chính sách kinh tế học trọng cung của ông, được gọi là "Học thuyết Reagan", ủng hộ việc giảm thuế suất để thúc đẩy tăng trưởng kinh tế, bãi bỏ quy định kinh tế và giảm chi tiêu của chính phủ. Trong nhiệm kỳ đầu tiên của mình, ông sống sót sau một vụ ám sát, thúc đẩy Chiến tranh chống ma túy và đấu tranh với các liên đoàn lao động khu vực công. Trong hai nhiệm kỳ của mình, nền kinh tế đã giảm lạm phát từ 12,5% xuống 4,4% và tăng trưởng GDP thực tế bình quân hàng năm là 3,4%. Reagan ban hành lệnh cắt giảm chi tiêu tùy ý trong nước, giảm thuế và tăng chi tiêu quân sự, góp phần làm tăng nợ liên bang nói chung. Các vấn đề đối ngoại chi phối nhiệm kỳ thứ hai của ông bao gồm vụ ném bom ở Libya, Chiến tranh Iran-Iraq, vụ bê bối Iran-Contra và Chiến tranh Lạnh đang diễn ra. Vào tháng 6 năm 1987, bốn năm sau khi ông công khai mô tả Liên Xô là một "đế quốc xấu xa", Reagan đã thách thức Tổng Bí thư Liên Xô Mikhail Gorbachev "hãy phá đổ bức tường này!" trong một bài phát biểu tại Cổng Brandenburg. Ông đã chuyển chính sách Chiến tranh Lạnh từ hòa dịu sang leo thang bằng việc tiếp tục cuộc chạy đua vũ trang với Liên Xô trong khi vẫn tham gia vào các cuộc đàm phán với Gorbachev. Cuộc đàm phán lên tới đỉnh điểm là Hiệp ước INF, trong đó thu hẹp kho vũ khí hạt nhân của cả hai nước.
Khi Reagan rời nhiệm sở vào năm 1989, ông có tỷ lệ tán thành là 68%, tương đương với Franklin D. Roosevelt và sau này là Bill Clinton, là xếp hạng cao nhất của những tổng thống rời nhiệm trong kỷ nguyên hiện đại. Ông là tổng thống đầu tiên kể từ Dwight D. Eisenhower phục vụ đủ hai nhiệm kỳ. Vào tháng 11 năm 1994, Reagan tiết lộ rằng ông đã bị chẩn đoán mắc bệnh Alzheimer đầu năm này. Sau đó, những lần xuất hiện không chính thức trước công chúng của ông trở nên ít dần hơn khi bệnh tiến triển nặng. Ông qua đời tại nhà riêng vào ngày 5 tháng 6 năm 2004. Nhiệm kỳ của ông đã tạo nên sự tái tổ chức đối với các chính sách bảo thủ ở Hoa Kỳ và ông là một biểu tượng trong số những người bảo thủ. Các đánh giá về nhiệm kỳ tổng thống của Reagan từ nhiều sử gia và công chúng đã xếp ông vào hàng ngũ các tổng thống Mỹ vĩ đại nhất.

## Đầu đời

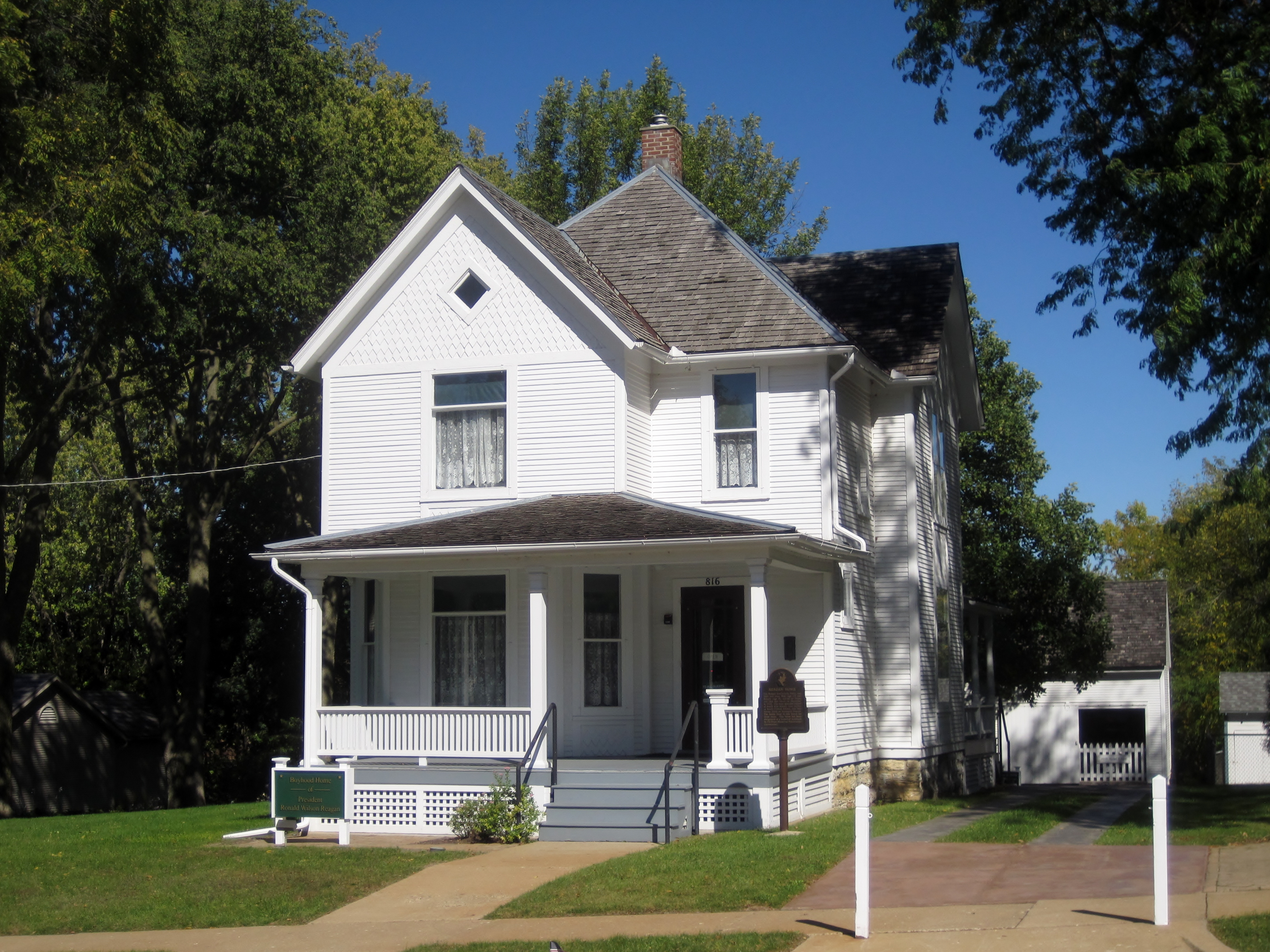
Ngôi nhà thời thơ ấu của Ronald Reagan ở Dixon, Illinois

Ronald Wilson Reagan sinh ngày 6 tháng 2 năm 1911 trong căn hộ tầng hai của một tòa nhà thương mại ở Tampico, Illinois; ông là con trai út của Jack Reagan và Nelle Clyde (nhũ danh Wilson). Cha ông làm nghề bán hàng và viết truyện; là hậu duệ của những người nhập cư Công giáo đến từ Tỉnh Tipperary, Ireland còn mẹ ông gốc Scotland và Anh. Reagan có một người anh tên là Neil (1908–1996), một nhân viên hành chính của một hãng quảng cáo. Khi còn nhỏ, cha Reagan đặt cho ông biệt danh là "Dutch" (người Hà Lan) vì vẻ ngoài của ông giống như "một thằng nhỏ mập Hà Lan" và kiểu tóc cắt "cậu bé Hà Lan" của ông; cái biệt danh này bám theo Ronald trong suốt quãng đời trẻ. Gia đình của Reagan sống một thời gian ngắn tại một số thị trấn và thành phố của tiểu bang Illinois trong đó có Monmouth, Galesburg và Chicago, cho đến năm 1919, khi họ quay trở lại Tampico và sống bên trên cửa hàng H. C. Pitney Variety. Sau khi trở thành tổng thống, nghỉ ngơi tại tầng trên của khu cá nhân trong Tòa Bạch Ốc, Reagan đùa rằng ông đang "sống phía trên cửa hàng lần nữa".
Theo Paul Kengor, tác giả sách God and Ronald Reagan (Thượng đế và Ronald Reagan (tạm dịch)), Reagan có một niềm tin đặc biệt mạnh mẽ về cái thiện của con người, xuất phát từ niềm tin lạc quan của mẹ ông, bà Nelle, và niềm tin của một tín đồ Tin lành, mà ông đã được thanh tẩy vào năm 1922. Reagan chống đối mạnh mẽ tư tưởng kỳ thị chủng tộc. Ông nhớ lại có lần tại Dixon, lữ quán địa phương không cho phép người da đen nghỉ ở đó. Ông đã đưa họ về nhà của mình và mẹ ông mời họ nghỉ qua đêm rồi dùng điểm tâm vào sáng hôm sau.
Sau khi cửa hàng Pitney đóng cửa cuối năm 1920, gia đình Reagan chuyển đến Dixon; thị trấn "tiểu hoàn vũ" miền Trung Tây này có ấn tượng sâu sắc lâu dài đối với Reagan. Ronald học tại Trường Trung học Dixon, là nơi ông phát triển sở thích về kịch nghệ, thể thao, và kể chuyện. Công việc đầu tiên của ông là nhân viên cứu hộ ở sông Rock tại Lowell Park, gần Dixon, vào năm 1927. Reagan đã thực hiện 77 vụ cứu người khi làm tại đây. Mỗi khi cứu được một người, ông lại khắc một dấu vào khúc gỗ. Reagan theo học tại Đại học Eureka là nơi ông trở thành một thành viên của hội sinh viên Tau Kappa Epsilon, một cổ vũ viên, với bằng chính là kinh tế học và xã hội học. Thanh danh của Reagan được phát triển khi ông trong vai trò một người biết đủ mọi thứ ngành nghề, xuất sắc về chính trị tại trường, các môn thể thao và sân khấu. Ông tham gia đội bóng bầu dục, là đội trưởng đội bơi lội và được bầu làm chủ tịch hội sinh viên. Trong vai trò chủ tịch hội sinh viên, Reagan lãnh đạo một cuộc biểu tình của sinh viên chống lại chủ tịch trường đại học sau khi ông này tìm cách cắt giảm nhân sự trong ban giám hiệu.

## Sự nghiệp trong ngành giải trí

### Phát thanh viên và diễn viên điện ảnh
Sau khi tốt nghiệp Đại học Eureka năm 1932, Reagan lái xe đến tiểu bang Iowa để dự tuyển việc làm tại nhiều đài phát thanh ở các thị trấn nhỏ. Đại học Iowa thuê mướn ông làm bình luận viên các trận đấu của đội bóng bầu dục Hawkeyes của trường. Trường trả cho ông $10 cho mỗi trận. Chẳng bao lâu sau đó, đài phát thanh WOC tại Davenport thuê Reagan với tiền lương là $100 một tháng. Nhờ có giọng nói hấp dẫn người nghe, ông chuyển đến đài phát thanh WHO tại Des Moines để tường thuật các trận đấu bóng chày của đội Chicago Cubs. Ông chuyên về tường thuật chi tiết các trận đấu mà đài phát thanh nhận được qua điện tín.
Trong lúc đi cùng với đội bóng Cubs tại California, Reagan dự tuyển diễn viên điện ảnh năm 1937 với kết quả là công ty điện ảnh Warner Brothers ký hợp đồng 7 năm với ông. Trong mấy năm đầu tiên của sự nghiệp điện ảnh Hollywood, Reagan đóng phim với một nhóm làm phim có ngân sách hạn chế. Reagan nói đùa rằng các nhà sản xuất phim tại đây "không muốn chúng có chất lượng mà họ chỉ muốn chúng hoàn thành ngày Thứ năm (ý nói làm gấp rút để công chiếu vào tối thứ sáu cuối tuần)". Mặc dù chưa nổi tiếng so với các diễn viên khác, hoạt động điện ảnh của Reagan lúc đó cũng nhận được nhiều đánh giá tốt.
Vai diễn điện ảnh đầu tiên của ông là trong phim Love Is on the Air năm 1937, và đến cuối năm 1939 ông đã tham gia vào 19 bộ phim, trong đó có phim Dark Victory với Bette Davis và Humphrey Bogart. Trước bộ phim Santa Fe Trail, thủ diễn cùng với Errol Flynn năm 1940, ông đóng vai George "The Gipper" Gipp trong phim Knute Rockne, All American; từ đó, ông mang biệt danh trọn đời là "the Gipper". Năm 1941, các chủ rạp phim đã bình chọn ông là ngôi sao điện ảnh được ưa chuộng đứng thứ năm thuộc thế hệ diễn viên trẻ tại Hollywood.
Vai diễn ưa thích của Reagan là vai một người cụt mất hai chân trong phim Kings Row năm 1942, mà trong phim này ông có nói một câu thoại như sau: "Phần còn lại của tôi ở đâu?", sau này trở thành tựa đề cho cuốn sách tự truyện của ông vào năm 1965. Nhiều nhà phê bình phim xem Kings Row là bộ phim hay nhất mà ông từng đóng, mặc dù bộ phim này bị nhà phê bình Bosley Crowther của tờ New York Times lên án.
Tuy Reagan gọi Kings Row là bộ phim "đã làm cho tôi trở thành một ngôi sao", nhưng ông đã không tận dụng được ưu thế thành công này vì ông phải phục vụ hiện dịch trong Lục quân Hoa Kỳ tại San Francisco hai tháng sau khi bộ phim trình chiếu, và không bao giờ lấy lại được vị thế "ngôi sao" trên màn bạc lần nữa. Thời hậu chiến tranh, sau khi phục vụ gần bốn năm suốt thời Chiến tranh thế giới thứ hai tại một đơn vị nội địa Hoa Kỳ, ông giải ngũ vào tháng 12 năm 1945. Reagan đóng vai trong các phim như The Voice of the Turtle, John Loves Mary, The Hasty Heart, Bedtime for Bonzo, Cattle Queen of Montana, Tennessee's Partner, Hellcats of the Navy và The Killers (đây là phim cuối của ông và cũng là phim duy nhất mà ông đóng vai phản diện) là phiên bản làm lại vào năm 1964. Trong suốt sự nghiệp điện ảnh, mẹ ông thường trả lời phần lớn lượng thư tín đến từ những người hâm mộ ông.

### Phục vụ quân đội
Sau khi hoàn thành 14 lớp lục quân mở rộng tự học ở nhà, Reagan đăng lính vào Lục quân Trừ bị ngày 29 tháng 4 năm 1937 với cấp bậc binh nhì, được phái đến Trung đội B thuộc Lực lượng Kị binh số 322 đóng tại Des Moines, Iowa. Ông được thăng cấp bậc thiếu úy trong Quân đoàn Sĩ quan Trừ bị thuộc lực lượng kỵ binh Lục quân Hoa Kỳ ngày 25 tháng 5 năm 1937.
Reagan phục vụ hiện dịch lần đầu tiên vào ngày 18 tháng 4 năm 1942. Vì ông bị cận thị nên người ta xếp ông chỉ phục vụ có giới hạn và không phải phục vụ ở nước ngoài. Nhiệm vụ đầu tiên của ông là sĩ quan liên lạc cảng tại văn phòng giao thông của Cảng Embarkation thuộc trại quân Mason tại thành phố San Francisco, California. Sau khi được Không lực Lục quân Hoa Kỳ chấp thuận, ông làm đơn xin thuyên chuyển từ kỵ binh sang không lực lục quân ngày 15 tháng 5 năm 1942, và chuyển đến đơn vị Quan hệ Công chúng Không lực Lục quân và sau cùng đến Đơn vị Điện ảnh số 1 (First Motion Picture Unit), tên chính thức là "Đơn vị Căn cứ Không lực Lục quân số 18 đóng tại Culver City, California. Ngày 14 tháng 1 năm 1943, Reagan được thăng cấp bậc trung úy và chuyển đến một đơn vị tại Burbank, California. Ông trở lại Đơn vị Điện ảnh số 1 sau khi hoàn thành nhiệm vụ tại đó và đạt cấp bậc đại úy ngày 22 tháng 7 năm 1943.
Tháng 1 năm 1944, Reagan phải phục vụ tạm thời tại Thành phố New York để tham gia lễ khai mạc vận động mua công trái tái thiết thời hậu chiến. Ông trở lại Đơn vị Điện ảnh số 1 ngày 14 tháng 11 năm 1944, nơi ông ở lại đó cho đến khiChiến tranh thế giới thứ hai kết thúc. Ông được đề nghị thăng cấp bậc lên thiếu tá ngày 2 tháng 2 năm 1945, nhưng lời đề nghị này không được chấp thuận ngày 17 tháng 7 năm đó. Trong khi phục vụ với Đơn vị Điện ảnh số 1 vào năm 1945, ông có vai trò gián tiếp trong việc khám phá tài năng của diễn viên Marilyn Monroe. Reagan trở lại Trại quân MacArthur tại California, nơi ông hoàn tất nghĩa vụ phục vụ hiện dịch ngày 9 tháng 12 năm 1945. Vào cuối chiến tranh, các đơn vị của ông đã sản xuất được khoảng 400 phim huấn luyện cho Không lực Lục quân Hoa Kỳ.
Reagan chưa bao giờ rời Hoa Kỳ trong suốt thời gian xảy ra chiến tranh và ông vẫn giữ một thước phim mà mình có được trong lúc phục vụ quân đội. Thước phim này mô tả trận đánh giải phóng trại tập trung Auschwitz của Đức Quốc xã. Ông giữ thước phim này vì ông tin rằng có ngày nào đó người ta sẽ nghi ngờ về nạn diệt chủng người Do Thái có thực sự xảy ra hay không. Có người cho rằng đã nghe lén lời ông nói với ngoại trưởng Israel Yitzhak Shamir vào năm 1983 là ông đã tự quay thước phim này và nó đã giúp giải phóng trại tập trung Auschwitz, mặc dù lời thoại ngụ ý này đã bị Bộ trưởng Ngoại giao Hoa Kỳ George Shultz làm gián đoạn.

### Chủ tịch Nghiệp đoàn Diễn viên Màn ảnh (SAG)

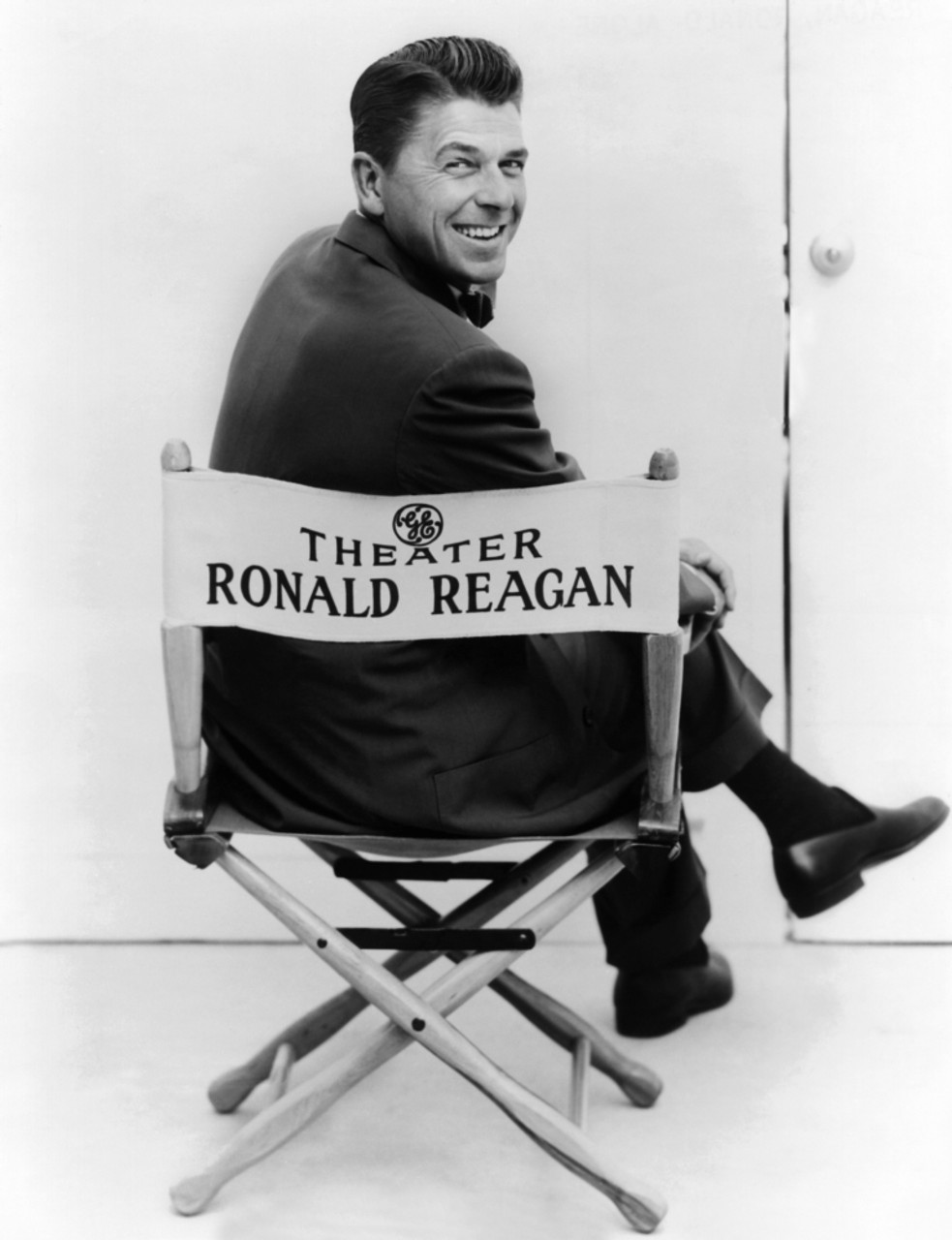
Ngôi sao truyền hình Ronald Reagan trong vai trò người giới thiệu chương trình General Electric Theater

Reagan được bầu lần đầu tiên vào ban lãnh đạo của Nghiệp đoàn Diễn viên Màn ảnh (Screen Actors Guild), đây là liên đoàn đại diện cho các diễn viên điện ảnh và truyền hình trên toàn thế giới vào thời đó, trong vai trò dự khuyết vào năm 1941. Sau Chiến tranh thế giới thứ hai, ông tiếp tục công việc và trở thành phó chủ tịch thứ 3 vào năm 1946. Sự kiện luật phụ về xung đột lợi ích được thông qua vào năm 1947 đã khiến cho chủ tịch SAG và sáu thành viên ban lãnh đạo từ chức; Reagan được đề cử trong một cuộc bầu cử đặc biệt cho chức danh chủ tịch và sau đó đắc cử. Sau đó, các thành viên bầu chọn ông phục vụ thêm 7 nhiệm kỳ một năm, từ năm 1947 đến năm 1952 vào năm 1959. Có nhiều sự kiện xảy ra trong thời gian Reagan làm lãnh đạo SAG, thí dụ như các cuộc tranh chấp giữa giới lao động và giới quản trị, Đạo luật Taft-Hartley ra đời, các vụ điều trần của ủy ban hạ viện đặc trách theo dõi các hoạt động không thuộc Mỹ (House Committee on Un-American Activities) và thời đại sổ đen Hollywood (nghi ngờ hoạt động của cộng sản tại Hollywood).

#### Điềm chỉ viên bí mật của FBI tại Hollywood
Trong suốt cuối thập niên 1940, Reagan và vợ ông đã cung cấp cho FBI tên của các diễn viên trong ngành công nghiệp điện ảnh mà họ nghi ngờ là cảm tình viên cộng sản, cho dù ông có nói đến một số hạn chế nào đó. Ông nói "Không lẽ họ mong chúng tôi phải tự biến thành một thằng nhóc FBI và xác định đúng xem ai là cộng sản và ai không phải cộng sản?".
Reagan cũng có điều trần trước ủy ban Hạ viện đặc trách theo dõi các hoạt động không thuộc Mỹ về đề tài này. Là một người chống cộng nhiệt huyết, ông tái khẳng định dấn thân mình vào các nguyên tắc dân chủ và nói rằng "là một công dân tôi không bao giờ muốn thấy quốc gia này trở nên cấp bách vì sự e ngại hay bực tức với nhóm này, rằng chúng ta phải thỏa hiệp với bất cứ các nguyên tắc dân chủ nào vượt qua sự e ngại hay bực tức đó."

### Truyền hình
Dù sớm là nhà phê bình của truyền hình, Reagan đã có vài vai diễn vào cuối thập niên 1950 và quyết định tham gia vào phương tiện truyền hình. Ông được thuê làm người dẫn chương trình General Electric Theater, một chương trình kịch hàng tuần rất được ưa thích. Hợp đồng yêu cầu ông phải thăm viếng các nhà máy của GE mười sáu tuần một năm, và thường đòi hỏi ông mười bốn bài phát thanh mỗi ngày. Ông nhận được khoảng $125.000 một năm (khoảng $1,07 triệu đô la tính theo giá trị năm 2010) trong vai trò này. Công việc cuối cùng của ông trong vai trò diễn viên là trong vai người dẫn chương trình và diễn viên của bộ phim truyền hình nhiều tập Death Valley Days từ năm 1964 đến 1965. Reagan và Nancy Davis xuất hiện cùng nhau vài lần, bao gồm một tập trong chương trình GE Theater năm 1958 có tựa đề "A Turkey for the President".

## Hôn nhân và con cái

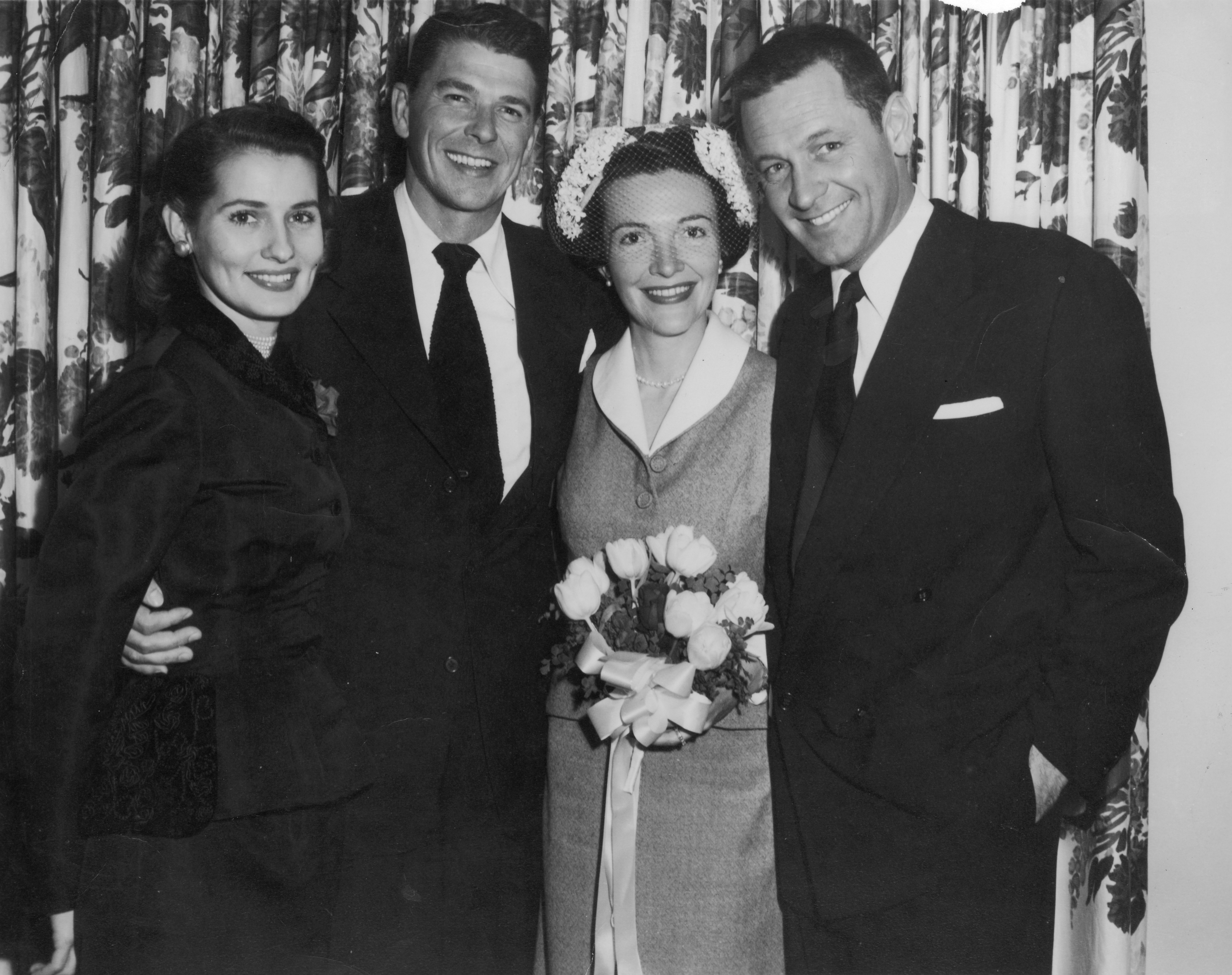
Phù dâu Brenda Marshall và phù rể William Holden, hai vị khách duy nhất tại lễ cưới của Ronald và Nancy Reagan.

Năm 1938, Reagan đóng phim Brother Rat với sự tham gia của nữ diễn viên Jane Wyman (1917–2007). Họ hứa hôn tại Nhà hát Chicago, và lễ cưới tổ chức ngày 26 tháng 1 năm 1940 trong Thánh đường Wee Kirk o' the Heather tại Glendale, tiểu bang California. Reagan và Jane có với nhau hai người con, Maureen (1941–2001) và Christine (sinh năm 1947 nhưng chỉ sống có một ngày), và có một người con thứ ba là Reagan Michael (sinh năm 1945). Sau các lần tranh cãi về tham vọng chính trị của Reagan, Wyman nộp đơn xin ly dị vào năm 1948; vụ ly dị chính thức hoàn tất vào năm 1949. Ông là tổng thống Hoa Kỳ duy nhất từng bị ly dị.

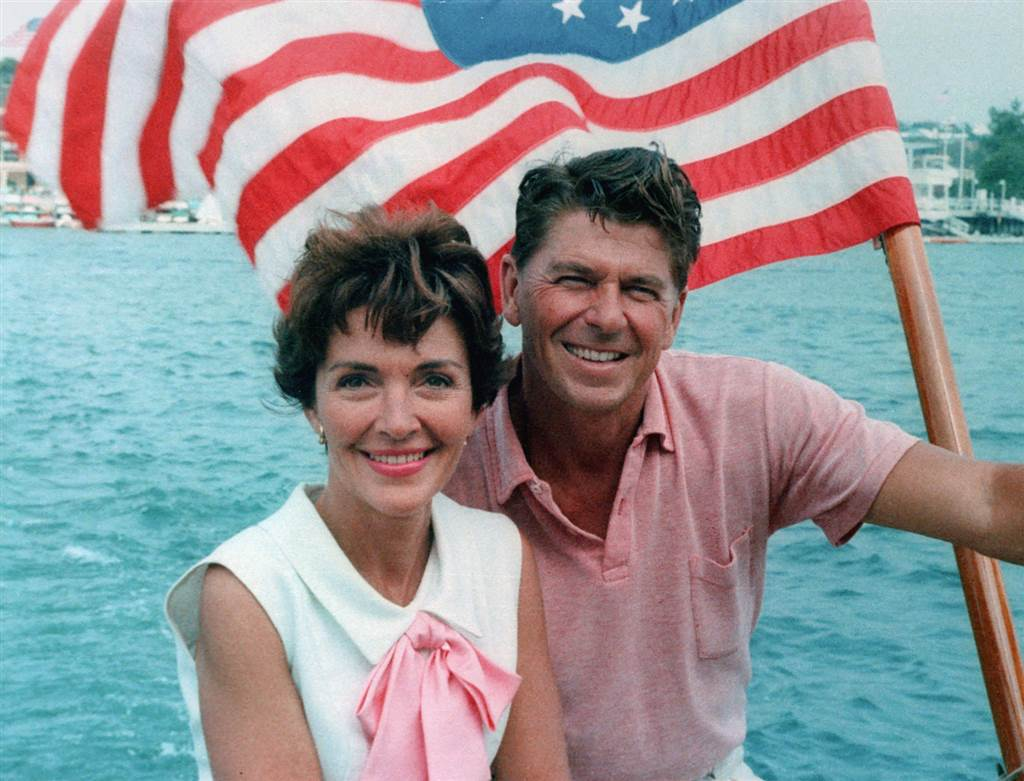
Ronald và Nancy Reagan trên một chiếc thuyền tại California năm 1964

Reagan gặp nữ diễn viên Nancy Davis (1921-2016) năm 1949, bà đến gặp ông khi ông đang là chủ tịch công đoàn lao động Screen Actors Guild để giúp bà một số vấn đề có liên quan đến chuyện tên bà có trong danh sách đen liệt kê những cảm tình viên cộng sản tại Hollywood (bà bị nhầm lẫn với một người khác cùng tên Nancy Davis). Bà mô tả cuộc gặp mặt của họ như sau, "Tôi không biết liệu nó có phải là tình yêu sét đánh hay không, nhưng nó khá giống vậy". Họ hứa hôn trong nhà hàng Chasen's ở thành phố Los Angeles và cưới vào ngày 4 tháng 3 năm 1952 tại Thánh đường Little Brown trong Thung lũng San Fernando. Diễn viên William Holden làm phù rể trong lễ cưới. Họ có chung hai người con: Patti (sinh ngày 21 tháng 10 năm 1952) và Ron (sinh ngày 20 tháng 5 năm 1958).
Những người quan sát mô tả mối quan hệ của ông bà Reagan là gần gũi, chân thật và mật thiết. Trong suốt thời gian làm tổng thống, họ thường xuyên biểu lộ tình cảm đối với nhau trước đám đông; một thư ký báo chi nói rằng "Họ không bao giờ giả vờ chân thật với nhau. Họ không bao giờ ngừng tán tỉnh nhau." Ông thường gọi bà là "Mommy" và bà gọi ông một cách thân thiết là "Ronnie". Có lần ông viết cho bà rằng "Tất cả những thứ anh trân trọng và thích thú... tất cả sẽ không còn ý nghĩa nếu như anh không có em." Khi ông nằm bệnh viện vào năm 1981, bà ngủ với một cái áo của ông để được an ủi bởi mùi hương của ông. Trong một lá thư gửi cho công dân Hoa Kỳ được viết vào năm 1994, Reagan viết "Vừa rồi tôi được thông báo rằng tôi là một trong số hàng triệu người Mỹ mắc phải chứng bệnh mất trí nhớ.... Tôi chỉ ước có vài cách để tôi có thể làm cho Nancy không phải vượt qua nỗi đau này", vào năm 1998 trong khi Reagan bị căn bệnh mất trí nhớ hành hạ, Nancy nói với tạp chí Vanity Fair rằng "Mối quan hệ của chúng tôi rất là đặc biệt. Chúng tôi yêu nhau rất nhiều và vẫn còn như thế. Khi tôi nói cuộc đời của tôi bắt đầu cùng với Ronnie (cách gọi tên thân thiết của ông), này, đấy là nói thật. Đúng vậy. Tôi không thể hình dung được cuộc sống không có ông ấy."

## Sự nghiệp chính trị ban đầu
Reagan bắt đầu sự nghiệp chính trị với tư cách là đảng viên đảng Dân chủ, vào tháng 12 năm 1945, công ty điện ảnh Warner Brothers đã gây áp lực để ngăn việc ông lãnh đạo một cuộc biểu tình chống vũ khí hạt nhân ở Hollywood. Sau này ông đi tiên phong trong vận động chống lại vũ khí hạt nhân, một dấu mốc trong suốt thời gian làm tổng thống Hoa Kỳ. Ông cố tìm cách hạn chế sự lan tràn của vũ khí hạt nhân cho đến mục tiêu là giảm thiểu số lượng và chủng loại của chúng. Tuy nhiên, vào đầu thập niên 1950, khi bắt đầu mối quan hệ với nữ diễn viên Cộng hòa là Nancy Davis, ông chuyển đổi sang cánh hữu và trong khi vẫn còn là người thuộc đảng Dân chủ, ông công khai ủng hộ các ứng viên tổng thống thuộc đảng Cộng hòa là Dwight D. Eisenhower vào các năm 1952 và 1956 cũng như Richard Nixon năm 1960. Lần cuối cùng Reagan tích cực ủng hộ một ứng cử viên Dân chủ là vào năm 1950 khi ông giúp Helen Gahagan Douglas vận động tranh cử bất thành vào Thượng viện Hoa Kỳ trước đối thủ là Richard Nixon.
Sau khi trở thành người giới thiệu cho chương trình truyền hình General Electric Theater vào năm 1954, Reagan đã sớm đón nhận những quan điểm bảo thủ từ các viên chức tài trợ cho chương trình truyền hình này. Nhiều bài diễn văn đọc tại GE của ông — mà do chính ông viết — không có tính đảng phái nhưng chứa đựng một thông điệp bảo thủ, ủng hộ doanh nghiệp; tư tưởng chính trị của ông bị ảnh hưởng bởi Lemuel Boulware, một quản lý cao cấp của GE. Boulware là người có lập trường cứng rắn đối với các nghiệp đoàn và có các chiến lược đầy sáng tạo để thu phục công nhân, ông ủng hộ các giáo điều trọng tâm của chủ nghĩa bảo thủ Mỹ hiện đại: thị trường tự do, chủ nghĩa chống cộng, thuế thấp, và chính quyền thu gọn. Dần dần, chương trình của Reagan không còn hấp dẫn nữa và công ty GE sa thải Reagan năm 1962. Vào tháng 8 năm đó, Reagan chính thức chuyển sang đảng Cộng hòa và nói rằng "Tôi đã không bỏ đảng Dân chủ. Đảng Dân chủ đã bỏ tôi".
Trong đầu thập niên 1960, Reagan chống đối một số luật về quyền công dân khi ông cho rằng "nếu một cá nhân muốn phân biệt đối xử người da đen hay những người khác trong việc mua hay cho thuê nhà thì đó là quyền của cá nhân đó." Theo lý luận của ông, ông lên tiếng phản đối chính phủ xâm phạm vào quyền tự do cá nhân như chống lại chủ nghĩa kỳ thị chủng tộc; ông mạnh mẽ bác bỏ rằng ông có căn nguyên của một người theo chủ nghĩa kỳ thị chủng tộc và sau này ông thay đổi không còn chống đối quyền bầu cử và các luật lệ công bằng về nhà ở. Khi luật liên quan đến chương trình Medicare (chăm sóc y tế) được giới thiệu vào năm 1961, Reagan thâu âm cho Hội Y tế Mỹ cảnh báo rằng luật như thế sẽ đồng nghĩa với sự kết thúc tự do dân chủ tại Mỹ. Reagan nói rằng nếu thính giả của ông không viết thư phản đối luật này thì "Chúng ta khi thức giấc sẽ thấy chúng ta có chủ nghĩa xã hội. Và nếu bạn không làm điều này và nếu tôi không làm điều này một trong những ngày hôm nay, bạn và tôi sẽ phải dành những năm tháng cuối đời của mình để kể cho con cháu chúng ta rằng trước đây như thế nào tại Mỹ khi con người được tự do." Ông cũng gia nhập Hội Súng trường Quốc gia và trở thành thành viên trọn đời.
Reagan ủng hộ cuộc vận động tranh cử của ứng cử viên tổng thống bảo thủ Barry Goldwater năm 1964. Phát ngôn thay cho Goldwater, Reagan nhấn mạnh niềm tin của ông về tầm quan trọng của chính phủ tinh gọn hơn. Ông tiết lộ động cơ tư tưởng của mình trong một bài diễn văn nổi tiếng, đọc vào ngày 27 tháng 10 năm 1964: "Những vị cha già lập quốc biết rằng một chính phủ không thể nào kiểm soát được nền kinh tế nếu như không kiểm soát được người dân. Và họ biết rằng khi một chính phủ khởi sự làm vậy thì chính phủ phải dùng vũ lực và ép buộc để đạt được mục đích của mình. Vì thế chúng ta đến lúc nào đó phải chọn lựa." Ông cũng nói rằng, "Bạn và tôi được bảo rằng chúng ta phải chọn giữa phe tả hay phe hữu, nhưng tôi đề nghị rằng không có điều gì như thể là phe tả hay phe hữu. Chỉ có lên cao hay xuống thấp. Lên cao vì giấc mơ lâu dài của con người – sự tối đa tự do cá nhân phù hợp với trật tự – hay xuống thấp đến ổ kiến của chủ nghĩa toàn trị." Bài diễn văn có tựa đề "A Time for Choosing" mà sau này gọi là "The Speech" đã quyên góp được $1 triệu đô la cho chiến dịch tranh cử tổng thống của ứng cử viên Goldwater và là sự kiện lớn khởi đầu cho sự nghiệp chính trị của Reagan.

## Thống đốc California (1967–1975)

Ronald và Nancy Reagan mừng đắc cử thống đốc tại Khách sạn Biltmore trong thành phố Los Angeles.

Các đảng viên Cộng hòa của tiểu bang California rất đỗi ấn tượng với uy tín và quan điểm chính trị của Reagan sau bài diễn văn "Time for Choosing" (đến lúc chọn lựa) của ông, và đề cử ông tranh chức thống đốc California năm 1966. Trong chiến dịch tranh cử của Reagan, ông nhấn mạnh hai chủ đề chính: "đưa những kẻ ăn bám trợ cấp xã hội trở lại làm việc", và khi nói đến các vụ biểu tình của sinh viên chống chiến tranh và tư tưởng chống đối xã hội đang ươm mầm tại Đại học California tại Berkeley, "để dọn dẹp lại trật tự tại Berkeley". Ông đắc cử, đánh bại thống đốc hai nhiệm kỳ Edmund G. "Pat" Brown, và tuyên thệ nhậm chức ngày 2 tháng 1 năm 1967. Trong nhiệm kỳ đầu tiên, ông đình chỉ thuê mướn thêm nhân viên chính quyền và chấp thuận tăng thuế để cân bằng ngân sách tiểu bang.
Ngay sau khi bắt đầu nhiệm kỳ thống đốc, Reagan thử nghiệm tranh cử tổng thống Hoa Kỳ vào năm 1968. Đây là một phần của phong trào "Chặn đứng Nixon" với hy vọng cắt đứt sự ủng hộ dành cho Nixon tại miền nam Hoa Kỳ và Reagan trở thành một ứng cử viên thỏa hiệp nếu như cả Nixon và người đứng hạng hai Nelson Rockefeller đều không nhận được đủ số đại biểu để chiến thắng trong vòng bầu cử đầu tiên tại Đại hội Đảng Cộng hòa. Tuy nhiên, cho đến kỳ đại hội, Nixon có được tổng số phiếu là 692 đại biểu, 25 phiếu cao hơn con số mà ông cần để được đảng Cộng hòa để cử ra tranh cử tổng thống, theo sau là Rockefeller, và thứ ba là Reagan.
Reagan có dính líu vào một số vụ xung đột lớn với các phong trào biểu tình của thời đại. Ngày 15 tháng 5 năm 1969, trong suốt thời gian có các vụ biểu tình tại Đại học California tại Berkeley, Reagan phái đội tuần tra xa lộ California và các viên chức khác đến để dập tắt các cuộc biểu tình. Đây là sự kiện mà sau này được biết đến với cái tên là "Thứ năm đẫm máu" với kết cục làm chết sinh viên tên James Rector và làm mù mắt thợ mộc Alan Blanchard. Reagan sau đó cho gọi 2.200 vệ binh quốc gia tại tiểu bang đến chiếm giữ thành phố Berkeley trong hai tuần để đàn áp những người biểu tình. Một năm sau sự kiện "Thứ năm đẫm máu", Reagan đáp trả lại các chất vấn về các cuộc biểu tình tại đại học rằng "Nếu như có tắm máu thì cứ để cho nó xảy ra. Không nhân nhượng nữa." Khi Quân đội Giải phóng Symbionese (nhóm cách mạng tả phái tự lập của Mỹ hoạt động giữa năm 1973 và 1975) bắt cóc Patty Hearst tại Berkeley và đòi hỏi phân phát thực phẩm cho người nghèo, Reagan đùa rằng, "Thật là quá tệ hại rằng chúng ta không thể có một nạn dịch ngộ độc thịt."

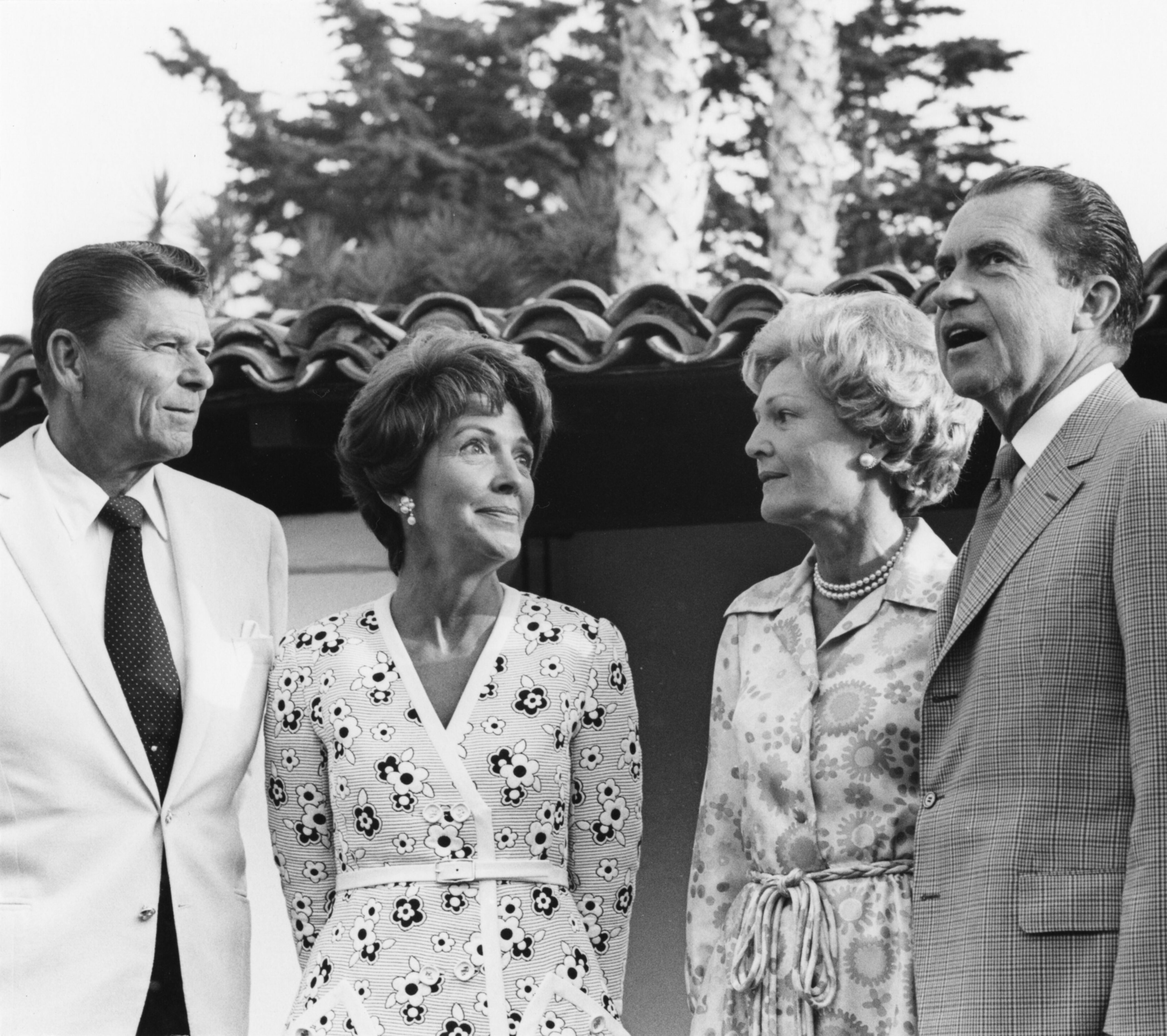
Ông bà Reagan gặp mặt tổng thống Richard Nixon và Đệ Nhất Phu nhân Pat Nixon tháng 7 năm 1970.

Đầu năm 1967, nổ ra cuộc tranh luận về phá thai. Thượng nghị sĩ tiểu bang California thuộc đảng Dân chủ Anthony Beilenson giới thiệu "Đạo luật Phá thai Trị liệu" nhằm giảm bớt con số các vụ phá thai bất hợp pháp được tiến hành trong tiểu bang California. Lập pháp tiểu bang gửi đạo luật này đến Reagan, sau nhiều ngày đắn đo, ông đã ký đạo luật này thành luật. Kết quả là khoảng hai triệu trường hợp phá thai đã được tiến hành phần lớn vì một điều khoản có nói trong luật là cho phép phá thai vì sức khỏe của người mẹ. Reagan chỉ nhận chức vụ thống đốc mới có bốn tháng khi ông ký thông qua đạo luật này, và phát biểu rằng nếu như ông có nhiều kinh nghiệm hơn với tư cách thống đốc thì đạo luật này sẽ không được ký thông qua. Sau khi ông nhận ra những điều mà ông gọi là "những hậu quả" của luật, Reagan công khai ông là người thuộc giới chống phá thai. Ông vẫn giữ lập trường này trong sự nghiệp chính trị của mình.
Mặc dù gặp phải một nỗ lực bất thành nhằm phế truất chức vụ thống đốc của ông năm 1968, nhưng Reagan đã tái đắc cử thống đốc năm 1970, đánh bại Jesse Unruh. Ông không tranh cử thống đốc cho nhiệm kỳ thứ ba. Một trong những thất vọng lớn nhất của Reagan khi tại chức là có liên quan đến hình phạt tử hình mà ông là người ủng hộ nó mạnh mẽ. Những nỗ lực của ông nhằm thi hành luật tiểu bang trong phạm vi này đã bị ngăn cản khi Tối cao Pháp viện California đưa ra phán quyết vụ Nhân dân đối đầu Anderson. Phán quyết này làm vô hiệu hóa tất cả các vụ kết án tử hình được đưa ra trong tiểu bang California trước năm 1972 mặc dù phán quyết này sau đó bị một tu chính án hiến pháp lật ngược. Vụ hành hình duy nhất trong lúc Reagan làm thống đốc là vào ngày 12 tháng 4 năm 1967 khi bản án của Aaron Mitchell được thi hành.
Năm 1969, Reagan, với tư cách thống đốc, ký Đạo luật Luật Gia đình. Đây là luật ly dị "không lỗi" (tự nguyện ly dị) đầu tiên tại Hoa Kỳ.
Hai nhiệm kỳ thống đốc của Reagan đã giúp hoạch định ra các chính sách mà ông sẽ theo đuổi trong sự nghiệp chính trị sau này với tư cách là tổng thống. Qua vận động với khẩu hiệu đưa "những kẻ ăn bám trợ cấp xã hội trở lại làm việc", ông lên tiếng chống lại ý tưởng về tình trạng phúc lợi xã hội. Ông cũng mạnh mẽ ủng hộ ý tưởng của đảng Cộng hòa về việc chính phủ nên có ít luật lệ áp đặt vào nền kinh tế.
Reagan không ra tranh cử thống đốc nhiệm kỳ ba năm 1974 và chức vụ thống đốc của ông được kế vị bởi Bộ trưởng Ngoại giao California là Jerry Brown, một đảng viên Dân chủ, vào ngày 6 tháng 1 năm 1975.

## Vận động tranh cử tổng thống năm 1976

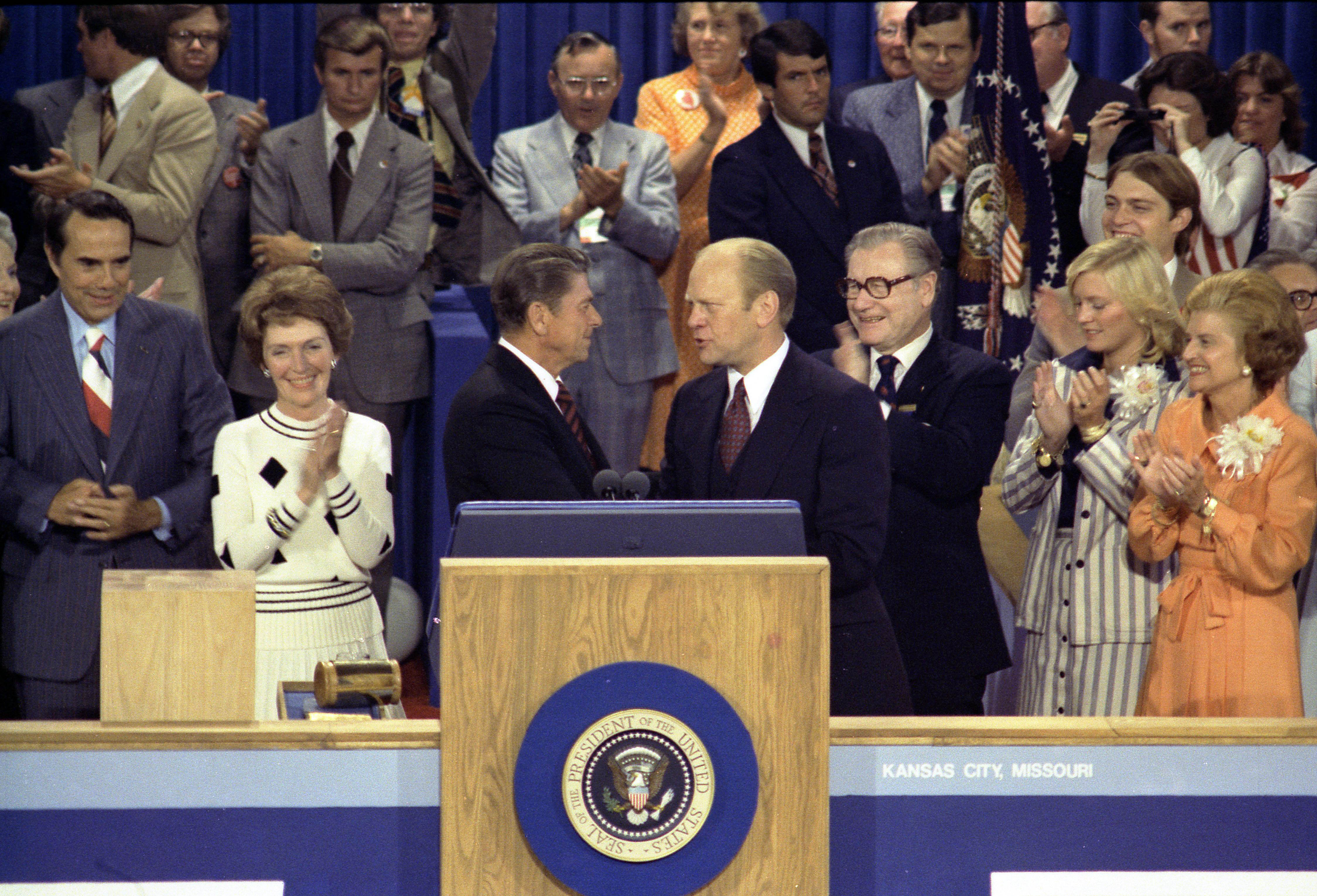
Ronald Reagan trên bục diễn văn với Gerald Ford tại Đại hội Quốc gia đảng Cộng hòa năm 1976 sau khi thua cuộc sát nút sự đề cử của đảng ra tranh cử tổng thống.

Năm 1976, Reagan đối đầu với đương kim Tổng thống Gerald Ford để tìm sự đề cử của Đảng Cộng hòa ra tranh cử Tổng thống Hoa Kỳ. Liền ngay khi đó, Reagan tự đặt mình thành ứng viên bảo thủ với sự ủng hộ của các tổ chức có cùng khuynh hướng như Liên đoàn Bảo thủ Mỹ. Liên đoàn này sau đó trở thành các yếu tố chủ yếu trong nền tảng chính trị của ông trong khi Tổng thống Ford được xem là một đảng viên Cộng hòa ôn hòa hơn.
Chiến dịch vận động của Reagan dựa vào chiến lược mà người điều hành cuộc vận động bầu cử của ông là John Sears hoạch định. Chiến lược này là chiến thắng một vài cuộc bầu cử sơ bộ ban đầu để gây tổn thất cho cơ hội của Ford vốn có nhiều ưu thế được đảng đề cử ra tranh cử tổng thống. Reagan thắng các cuộc bầu cử sơ bộ tại North Carolina, Texas, và California, nhưng chiến lược này bị thất bại khi ông thua các cuộc bầu cử sơ bộ tại New Hampshire, Florida, và tiểu bang gốc của mình Illinois. Chiến dịch vận động tại tiểu bang Texas cho ông hy vọng lật ngược khi ông thắng hết 96 đại biểu trong cuộc bầu cử sơ bộ ngày 1 tháng 5, với bốn đại biểu nữa đang chờ đợi tại đại hội đảng tiểu bang. Phần lớn công lao chiến thắng này là nhờ sự làm việc của ba vị đồng chủ tịch trong đó phải kể đến là Ernest Angelo, thị trưởng thành phố Midland, và Ray Barnhart của thành phố Houston. Ray Barnhart là người sau này được Reagan, với tư cách là tổng thống Hoa Kỳ vào năm 1981, cách đặt làm giám đốc Cơ quan Quản trị Xa lộ Liên bang.
Tuy nhiên khi đại hội đảng Cộng hòa năm 1976 gần kề cận, Ford trông có vẻ gần như chiến thắng. Để có được sự ủng hộ của cánh ôn hòa trong đảng, Reagan chọn thượng nghị sĩ ôn hòa Richard Schweiker của tiểu bang Pennsylvania đứng chung liên danh với mình nếu được đề cử. Tuy nhiên, Ford chiến thắng với 1.187 đại biểu trong khi Reagan được 1.070. Ford tiếp tục cuộc tranh cử tổng thống Hoa Kỳ nhưng thất cử trước đối thủ đảng Dân chủ là Jimmy Carter.
Bài diễn văn thú nhận thất cử của Reagan nhấn mạnh đến sự nguy hiểm của chiến tranh hạt nhân và mối đe dọa từ Liên Xô. Mặc dù ông thất bại trong cuộc chạy đua dành sự đề cử của đảng nhưng ông nhận được 307 phiếu bầu tự do (cử tri tự viết tên người mình muốn bầu vào lá phiếu mặc dù tên này không có ghi trong lá phiếu) tại tiểu bang New Hampshire, 388 phiếu bầu trong tư cách ứng cử viên độc lập (không thuộc đảng Cộng hòa hay Dân chủ) tại tiểu bang Wyoming, và một phiếu đại cử tri duy nhất từ một đại cử tri "bất trung" (không bỏ phiếu theo sự chỉ dẫn của đảng) từ tiểu bang Washington, mà đáng ra Ford đã giành được phiếu đại cử tri này.
Sau chiến dịch tranh cử, Reagan vẫn tiếp tục tranh luận công khai trong một loạt chương trình bình luận trên đài phát thanh.

## Vận động tranh cử tổng thống năm 1980

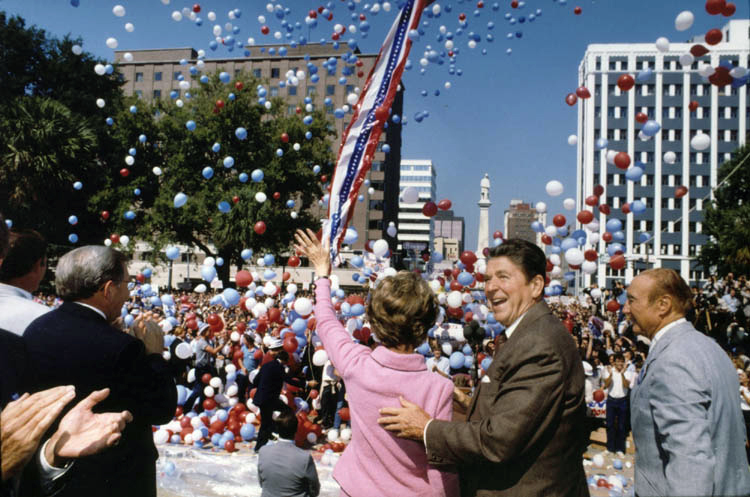
Reagan vận động tranh cử cùng với bà Nancy và thượng nghị sĩ Strom Thurmond (phải) tại South Carolina năm 1980.

Cuộc vận động tranh cử tổng thống năm 1980 giữa Reagan và đương kim tổng thống Jimmy Carter tiến hành trong lúc có những vấn đề quan tâm trong nước và cuộc khủng hoảng con tin tại Iran đang tiếp diễn. Chiến dịch vận động của ông nhấn mạnh một số nguyên tắc cơ bản của ông về thuế suất thấp để kích thích nền kinh tế, sự can thiệp ít hơn của chính phủ vào cuộc sống của nhân dân, dành nhiều quyền hơn cho các tiểu bang, tăng cường quốc phòng, và phục hồi đồng đô la Mỹ theo bản vị vàng.

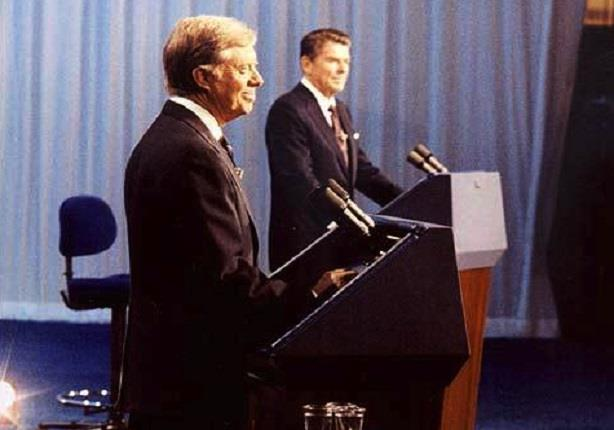
Tổng thống Carter và Reagan tại buổi tranh luận vào ngày 28 tháng 10 năm 1980

Reagan mở đầu chiến dịch vận động bằng lời tuyên bố "Tôi tin vào quyền của các tiểu bang" tại Philadelphia, Mississippi. Thành phố này nổi tiếng vào lúc đó vì vụ ám sát ba nhân viên dân quyền khi họ đang tìm cách ghi danh cho những người Mỹ gốc châu Phi tham gia bỏ phiếu trong thời kỳ phong trào dân quyền Mỹ. Sau khi được đảng Cộng hòa đề cử ra tranh cử tổng thống Hoa Kỳ, Reagan chọn một đối thủ của ông từ cuộc bầu cử sơ bộ là George H.W. Bush đứng chung liên danh tranh cử với ông. Sự xuất hiện của ông trong cuộc tranh luận truyền hình vào tháng 10 đã làm tăng thêm vị thế tranh cử của ông. Reagan thắng cử, chiếm được 44 tiểu bang với 489 phiếu đại cử tri so với 49 phiếu đại cử tri cho Carter (đại diện cho sáu tiểu bang và thủ đô Washington, D.C.). Reagan chiếm được 50,7% số phiếu phổ thông trong khi Carter được 41%, và ứng cử viên độc lập John B. Anderson (đảng viên Cộng hòa cấp tiến) nhận được 6,7%. Đảng Cộng hòa chiếm đa số ghế tại Thượng viện Hoa Kỳ lần đầu tiên kể từ năm 1952, và chiếm được 34 ghế Hạ viện nhưng đảng Dân chủ vẫn chiếm đa số tại Hạ viện Hoa Kỳ.
Trong suốt cuộc vận động tranh cử tổng thống, các phóng viên đã nêu lên những câu hỏi về lập trường của ông đối với Đề xướng Briggs, còn gọi là Đề xướng số 6, một đề xướng được đưa ra bỏ phiếu tại tiểu bang nhà của Reagan nơi ông làm thống đốc. Đề xướng này sẽ cấm những người đồng tình luyến ái và những ủng hộ viện của đồng tình luyến ái làm việc trong các trường công lập trong tiểu bang California. Sự chống đối của ông đối với đề xướng này là công cụ khiến cho nó bị cử tri California bác bỏ với số đông áp đảo. Reagan công bố một bài xã luận trong đó ông nói rằng "đồng tình luyến ái không phải là một căn bệnh gây lan giống như bệnh sởi", và rằng ý kiến khoa học hiện hành cho rằng thiên hướng tình dục của một đứa trẻ không thể bị người nào khác tác động được.

## Tổng thống Hoa Kỳ (1981–1989)

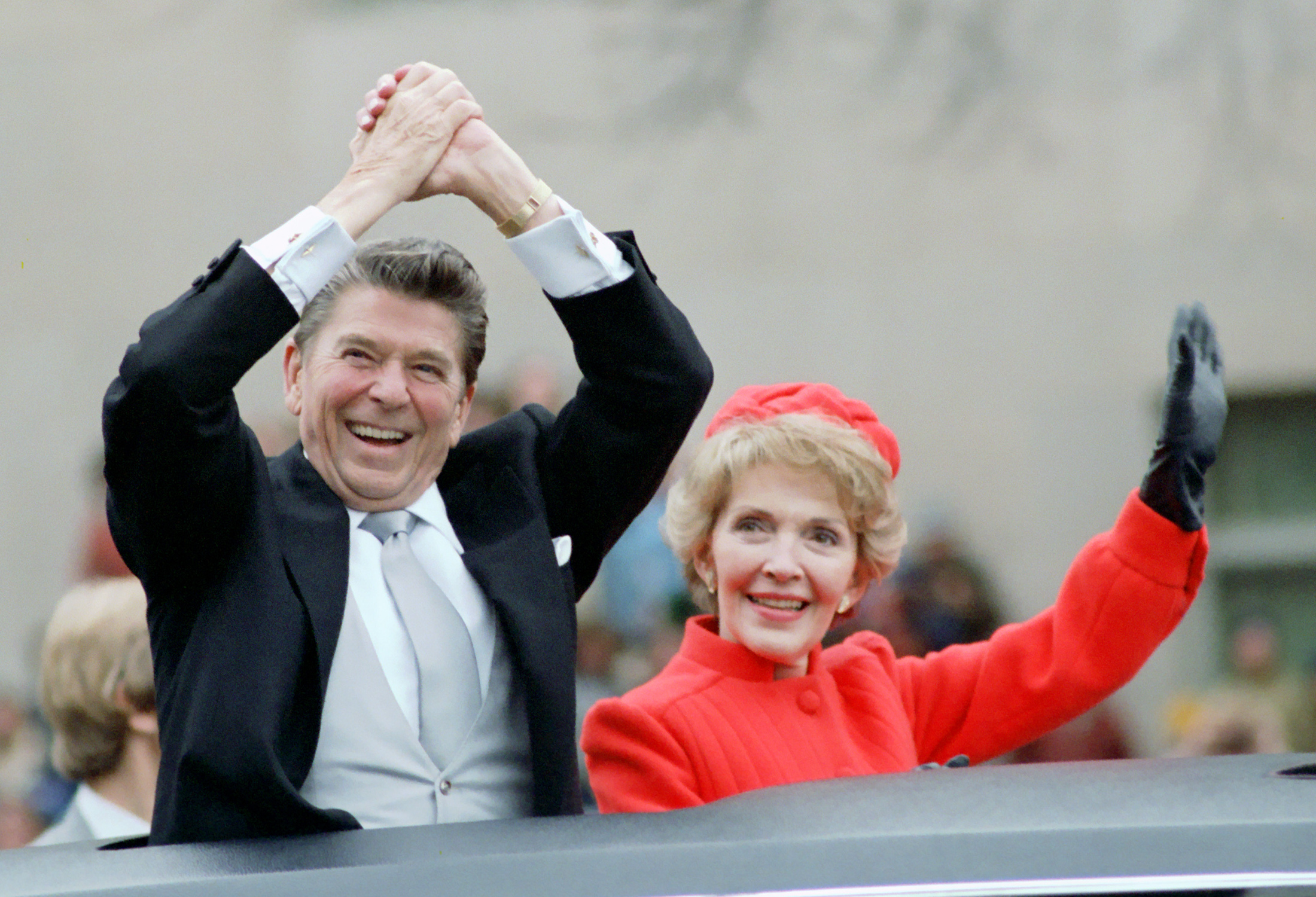
Ông bà Reagan vẫy tay từ xe limousine đưa họ xuống Đại lộ Pennsylvania đến Tòa Bạch Ốc sau lễ nhậm chức tổng thống

Trong thời làm tổng thống, Reagan theo đuổi các chính sách phản ánh niềm tin cá nhân của ông về tự do cá nhân, mang đến những thay đổi trong nước, cả về nền kinh tế Hoa Kỳ và mở rộng quân sự, góp phần kết thúc Chiến tranh lạnh. Thời làm tổng thống của ông, được gọi là Cách mạng Reagan, đã tái tiếp sức tinh thần Mỹ và giảm thiểu sự phụ thuộc của người dân vào chính phủ. Với tư cách là Tổng thống, Reagan giữ một bộ nhật ký mà trong đó ông ghi lại những sự việc xảy ra hàng ngày trong thời gian làm tổng thống cũng như những quan điểm của ông về các vấn đề hàng ngày. Bộ nhật ký này được xuất bản vào tháng 5 năm 2007 và trở thành một trong những cuốn sách bán chạy nhất với tựa đề The Reagan Diaries.

### Nhiệm kỳ thứ nhất 1981–1985
Reagan là người già nhất đắc cử Tổng thống (lúc 69 tuổi) cho đến khi Donald Trump (lúc 70 tuổi) vượt Reagan để trở thành người già nhất đắc cử tổng thống vào ngày 8 tháng 11 năm 2016. Trong bài diễn văn nhậm chức đầu tiên ngày 20 tháng 1 năm 1981, do chính Reagan viết, ông nói về căn bệnh kinh tế của quốc gia khi cho rằng: "Trong cuộc khủng hoảng hiện tại, chính phủ không phải là giải pháp cho những vấn đề của chúng ta; chính phủ chính là vấn đề."

#### Bị mưu sát
Ngày 30 tháng 3 năm 1981, chỉ 69 ngày sau khi nhận chức Tổng thống, Reagan, thư ký báo chí James Brady, sĩ quan cảnh sát thành phố Washington Thomas Delahanty, và nhân viên đặc vụ Timothy McCarthy bị trúng đạn từ kẻ suýt trở thành sát nhân tên là John Hinckley, Jr. bên ngoài Khách sạn Washington Hilton. Mặc dù "suýt chết" lúc đưa đến Bệnh viện Đại học George Washington, Reagan được ổn định trong phòng cấp cứu, rồi trải qua một cuộc giải phẫu khẩn cấp. Ông hồi phục, rồi xuất viện vào ngày 11 tháng 4, và trở thành Tổng thống Hoa Kỳ đầu tiên thoát chết sau khi bị bắn trong một vụ mưu sát. Vụ mưu sát này có ảnh hưởng rất lớn đối với sự ủng hộ của dân chúng dành cho Reagan; các cuộc thăm dò cho thấy tỉ lệ chấp thuận dành cho ông là khoảng 73%. Reagan tin rằng Thượng đế đã giành lại cuộc sống cho ông để ông có thể tiếp tục hoàn thành một mục đích cao cả hơn.

#### Vụ đình công của các nhân viên kiểm soát không lưu
Vào mùa hè năm 1981, PATCO, công đoàn của các nhân viên kiểm soát không lưu liên bang tiến hành đình công, họ đã vi phạm luật liên bang nghiêm cấm các công đoàn chính phủ (nhân viên chính phủ nhưng có gia nhập công đoàn) đình công. Tuyên bố tình trạng khẩn cấp như được nêu trong Đạo luật Taft–Hartley năm 1947, Reagan phát biểu rằng nếu những nhân viên điều khiển không lưu "không đến làm việc trong vòng 48 giờ thì tư cách công việc của họ bị vô hiệu và họ sẽ bị đuổi việc". Họ không trở lại làm việc vào ngày 5 tháng 8, Reagan đuổi việc 11.345 nhân viên kiểm soát không lưu đang đình công, những người phớt lờ lệnh của ông. Reagan ra lệnh sử dụng những quản đốc và nhân viên kiểm soát không lưu quân sự trông coi không lưu thương mại quốc gia cho đến khi các nhân viên kiểm soát không lưu mới được tuyển dụng và đào tạo. Theo như một bản tóm tắt tham khảo hàng đầu về sự quản lý công cộng đã kết luận "Việc đuổi việc các nhân viên thuộc công đoàn PATCO không chỉ chứng tỏ một giải pháp mạnh của Tổng thống, người nắm trong tay bộ máy hành pháp và Chính phủ, mà nó cũng gửi một thông điệp rõ ràng đến khu vực tư nhân rằng các công đoàn không cần phải bị lo sợ nữa."

#### "Reaganomics" và nền kinh tế
Trong suốt năm cuối cùng của Tổng thống Jimmy Carter (1980), lạm phát trung bình là 12,5%, so với 4,4% suốt năm cuối cùng tại chức của Tổng thống Reagan (1988). Trong thời Chính phủ Reagan, tỉ lệ thất nghiệp giảm từ 7,5% xuống 5,4%, với tỉ lệ lên đến mức cao là 10,8% năm 1982 và 10,4% năm 1983, trung bình 7,5% trong vòng tám năm ông tại chức.

Reagan diễn thuyết trên truyền hình từ Văn phòng Bầu dục, sơ lược kế hoạch của ông về luật giảm thuế vào tháng 7 năm 1981.

Reagan triển khai các chính sách dựa vào chủ nghĩa kinh tế học trọng cung và chủ trương tán thành triết lý laissez-faire (tự do kinh tế) và Chủ nghĩa tự do cổ điển, tìm cách kích thích nền kinh tế bằng việc cắt giảm thuế lớn và rộng khắp mọi giới. Ông cũng ủng hộ đưa Hoa Kỳ trở lại sử dụng một số tiêu chuẩn dựa trên bản vị vàng, và thành công hối thúc Quốc hội Hoa Kỳ thiết lập Ủy ban Bản vị vàng Hoa Kỳ để nghiên cứu cách thức nào để có thể thực hiện. Nhắc lại các lý thuyết kinh tế của Arthur Laffer, Reagan vận động cắt giảm thuế như đã đề nghị nhằm kích thích một cách tiềm năng vào nền kinh tế, đủ để mở rộng nền tảng thuế (cơ sở tính thuế), cân bằng lại sự mất mát thu nhập thuế do tỉ lệ thuế giảm. Trường phái điều hành kinh tế kiểu Reagan (Reaganomics) là chủ đề tranh luận giữa những người ủng hộ và chỉ trích. Những người ủng hộ chỉ ra những cải thiện trong một số chỉ số kinh tế chủ lực để làm bằng chứng cho thấy sự thành công của Reaganomics trong khi đó những người chỉ trích tấn công vào sự gia tăng ngày càng lớn sự thâm thủng ngân sách liên bang và nợ quốc gia. Chính sách "hòa bình qua sức mạnh" của ông (cũng còn được mô tả là "chắc chắn và công bằng") dẫn đến sự gia tăng xây dựng quốc phòng thời bình trong đó con số chi tiêu thật sự cho quốc phòng tăng lên đến 40% giữa khoảng thời gian năm 1981 và năm 1985.
Trong thời gian làm tổng thống của Reagan, tỉ lệ thuế thu nhập liên bang được hạ thấp đáng kể khi Đạo luật Phục hồi Kinh tế 1981 được thông qua với sự ủng hộ của cả hai đảng Dân chủ và Cộng hòa. Đạo luật này hạ thấp nhóm tỉ lệ thuế đỉnh điểm từ 70% xuống 50% (nhóm có thu nhập cao nhất) và nhóm tỉ lệ thuế thấp nhất (nhóm có thu nhập thấp nhất) từ 14% đến 11%. Tuy nhiên các thứ thuế khác lại bị gia tăng, do Quốc hội Hoa Kỳ thông qua và được ký bởi Reagan, nhằm bảo đảm nguồn thu nhập thuế trong khoảng thời gian hai nhiệm kỳ của ông là 18,2% GDP so với 18,1% trong khoảng thời gian dài 40 năm giữa 1970-2010. Sau đó vào năm 1982, Đạo luật Liên hợp Đào tạo Việc làm 1982 được ký thành luật, khởi sự một trong số các nhóm liên hợp giữa tư nhân và công chính đầu tiên của quốc gia và là một phần chủ yếu của chương trình tạo việc làm của tổng thống. Trợ tá Bộ trưởng Lao động và Chánh văn phòng, Al Angrisani, là kiến trúc sư chính của đạo luật này. Đạo luật Cải cách Thuế 1986, một cố gắng khác của lưỡng đảng và được Reagan cổ vũ, tiếp tục giảm nhóm tỉ lệ thuế điểm đỉnh xuống đến 28% nhưng lại tăng nhóm tỉ lệ thuế đáy từ 11% lên 15% và cùng lúc đó cắt con số nhóm tỉ lệ thuế xuống còn 4 nhóm.
Ngược lại, Quốc hội thông qua và Reagan ký thành luật để tăng một số loại thuế mỗi năm từ 1981 đến 1987 để tài trợ các chương trình của chính phủ, thí dụ như Đạo luật Trách nhiệm Tài chính và Thu hồi Thuế (Tax Equity and Fiscal Responsibility Act of 1982, gọi tắt là TEFRA), an sinh xã hội, và Đạo luật Giảm Thâm hụt 1984 (Deficit Reduction Act of 1984, gọi tắt là DEFRA). Mặc dù thực tế TEFRA là "sự tăng thuế thời bình lớn nhất trong lịch sử nước Mỹ" nhưng người ta lại biết đến Reagan nhiều hơn vì các vụ giảm thuế cũng như triết lý thuế thấp của ông. Tổng sản phẩm nội địa (GDP) hồi phục mạnh sau khi cuộc khủng hoảng kinh tế đầu thập niên 1980 kết thúc năm 1982, và phát triển trong suốt tám năm tổng thống của ông với tỉ lệ tăng trưởng hàng năm là 3,85%. Nạn thất nghiệp lên điểm đỉnh 10.8% vào tháng 12 năm 1982 — cao hơn bất cứ thời gian nào kể từ thời đại khủng hoảng — sau đó hạ xuống trong suốt phần còn lại trong thời làm tổng thống của ông. Mười sáu triệu việc làm mới được tạo ra trong khi đó lạm phát giảm đáng kể. Hiệu quả thực giá của tất cả các đạo luật thuế thời tổng thống Reagan là nguồn thu nhập của chính phủ bị giảm 1% khi so sánh với các ước tính về thu nhập của Bộ Ngân khố Hoa Kỳ dự toán lúc ban đầu. Tuy nhiên, tiền thu được từ thuế thu nhập liên bang đã gia tăng từ 1980 đến 1989, tăng từ $308,7 tỉ lên đến $549 tỉ.
Trong suốt thời kỳ Tổng thống của Reagan, tiền thu của liên bang gia tăng với tỉ lệ trung bình 8,2% (2,5% là do tiền thu cao hơn từ thuế An sinh Xã hội), và chi tiêu liên bang gia tăng với tỉ lệ hàng năm là 7,1%. Reagan cũng sửa đổi luật thuế bằng Đạo luật Cải cách Thuế 1986 với sự ủng hộ của lưỡng đảng.

Tổng thống Reagan đọc diễn văn trước Quốc hội về Chương trình Hồi phục Kinh tế từ Tòa Quốc hội Hoa Kỳ ngày 28 tháng 4 năm 1981

Các chính sách của Reagan nêu lên rằng sự phát triển kinh tế sẽ xảy ra khi tỉ lệ thuế cận biên đủ thấp để thúc đẩy sự đầu tư, sau đó sẽ kéo theo sự phát triển kinh tế gia tăng, việc làm và tiền lương tăng cao hơn. Những người chỉ trích thì gán cho nó là "nền kinh tế trickle-down" — đây là một niềm tin rằng các chính sách thuế mang lợi ích đến giới nhà giàu thì sau đó sẽ tạo ra một hiệu quả "trickle-down" (lan truyền dần xuống - "thấm" dần xuống) đến người nghèo. Những câu hỏi được đặt ra là có phải các chính sách của Reagan đã mang lợi ích đến cho giới nhà giàu hơn là những ai sống trong nghèo khổ. Nhiều người thiểu số và người nghèo xem Reagan không quan tâm đến những khó khăn của họ. Những quan điểm như thế xuất hiện thêm bởi sự thật rằng chính sách kinh tế của Reagan gồm có việc đóng băng lương tối thiểu ở mức $3,35 một giờ, cắt giảm trợ giúp liên bang dành cho chính quyền địa phương 60%, cắt giảm phân nửa ngân sách dành cho nhà ở công cộng và trợ giá thuê nhà, và loại bỏ chương trình cấp quỹ phát triển cộng đồng chống nghèo đói. Khoảng cách mở rộng giữa giàu và nghèo đã bắt đầu trong thập niên 1970 trước khi các chính sách kinh tế của Reagan có hiệu lực. Cùng lúc cắt giảm thuế năm 1981 đối với tỉ lệ thuế đỉnh điểm thông thường đánh vào thu nhập từ cho thuê mướn, Reagan cũng giảm tỉ lệ thuế tối đa đánh vào lợi nhuận tài chính (từ chứng khoán, tiền tiết kiệm) xuống còn 20%. Reagan sau đó định lại tỉ lệ thuế đánh vào lợi nhuận tài chính (từ chứng khoán, tiền tiết kiệm) bằng với tỉ lệ thu nhập thông thường là tiền lương. Tỉ lệ cao nhất cho cả hai thứ thuế này là 28%. Reagan được xem là một anh hùng chống thuế mặc dù tăng thuế 11 lần trong suốt thời gian làm tổng thống, tất cả với danh nghĩa là trách nhiệm năm tài chính. Theo Paul Krugman, "Chung qui lại, việc tăng thuế năm 1982 đã vô hiệu khoảng một phần ba việc giảm thuế năm 1981; nếu so sánh theo tổng sản lượng nội địa, việc tăng thuế này cao hơn việc tăng thuế của tổng thống Clinton năm 1993 một cách đáng kể." Theo sử gia kiêm cố vấn chính sách đối nội Bruce Bartlett, các lần tăng thuế của Reagan trong suốt thời gian làm tổng thống đã lấy lại phân nửa giá trị của lần giảm thuế năm 1981.
Xa hơn nữa khi theo đuổi các quan điểm ít can thiệp của chính phủ, Reagan cắt giảm các ngân sách phi quân sự trong đó có chương trình trợ giúp y tế, chương trình phiếu mua thực phẩm, các chương trình giáo dục liên bang và Cơ quan Bảo vệ Môi trường Hoa Kỳ. Trong khi ông bảo vệ các chương trình như An sinh Xã hội và chăm sóc sức khỏe, thì chính phủ của ông lại tìm cách loại bỏ nhiều người tàn tật ra khỏi danh sách hưởng chế độ tàn tật thuộc quỹ An sinh Xã hội.
Lập trường của chính phủ đối với nền công nghiệp tiết kiệm và cho vay đã góp phần tạo ra cuộc khủng hoảng tiết kiệm và cho vay. Theo một nhóm thiểu số những người chỉ trích thuyết Reaganomics thì các chính sách này một phần có ảnh hưởng đến vụ sụp đổ thị trường chứng khoán năm 1987, nhưng không có sự đồng thuận nào nói rằng đây là cuội nguồn duy nhất gây ra vụ sụp đổ thị trường chứng khoán. Để lấp những khoản thâm hụt ngân sách liên bang vừa mới lan tràn, Hoa Kỳ vay mượn rất nhiều cả trong và ngoài nước, làm tăng nợ quốc gia từ $997 tỉ lên đến $2,85 ngàn tỷ đô la. Reagan mô tả mức nợ mới này là "nổi thất vọng lớn lao nhất" trong thời làm tổng thống của ông.
Ông tái bổ nhiệm Paul Volcker làm chủ tịch Cục Dự trữ Liên bang, và năm 1987 ông bổ nhiệm nhà tiền tệ học Alan Greenspan kế nhiệm Paul Volcker. Reagan kết thúc sự kiểm soát tiền tệ trên dầu lửa trong nước mà từng góp phần gây ra các cuộc khủng hoảng năng lượng trong đầu thập niên 1970. Giá dầu lửa từ từ giảm xuống vào thập niên 1980 không còn thiếu nhiên liệu nữa như trong thập niên 1970. Reagan cũng thực hiện lời hứa vận động tranh cử vào năm 1980 là bãi bỏ thuế lợi nhuận đột xuất (windfall profit tax) năm 1988 mà trước đây từng làm tăng sự lệ thuộc vào dầu lửa ngoại quốc. Một số nhà kinh tế, như người đoạt giải Nobel Milton Friedman và Robert A. Mundell, cho rằng các chính sách thuế của Reagan đã làm tiếp thêm sinh lực cho nền kinh tế Mỹ và góp phần mang đến một cuộc bùng nổ kinh tế vào thập niên 1990. Các nhà kinh tế khác, như người thắng giải Nobel Robert Solow, cho rằng những thâm thụt ngân sách là lý do chính yếu tại sao người kế nhiệm Reagan là George H. W. Bush đã không giữ được lời hứa lúc vận động tranh cử tổng thống và kết cuộc lại phải tăng các thứ thuế.
Trong suốt thời kỳ Reagan làm Tổng thống, một chương trình đã được khởi sự bên trong cộng đồng tình báo Hoa Kỳ để bảo đảm sức mạnh kinh tế của Hoa Kỳ. Chương trình với tên gọi "Dự án Socrates" phát triển và chứng thực các phương tiện cần thiết để Hoa Kỳ tạo ra và dẫn đầu bước nhảy tiến hóa tiếp theo trong việc tiếp thu và sử dụng kỹ thuật để có một lợi thế cạnh tranh - đó là các sáng kiến phát minh tự động hóa. Để bảo đảm rằng Hoa Kỳ đạt được lợi ích tối đa từ sáng kiến phát minh tự động hóa, trong nhiệm kỳ hai, Reagan thảo ra một lệnh hành pháp nhằm lập ra cơ quan liên bang mới để thực hiện các kết quả từ Dự án Socrates trên cơ bản toàn quốc. Tuy nhiên, nhiệm kỳ hai của Reagan kết thúc trước khi lệnh hành pháp có thể được điều phối và ký thông qua. Chính phủ mới của tổng thống Bush chỉ coi Dự án Socrates như một "chính sách công nghiệp" và kết thúc dự án này.

#### Liban và Chiến dịch Urgent Fury (Grenada) năm 1983

Reagan nói chuyện với Thủ tướng Eugenia Charles của Dominica trong Văn phòng Bầu dục về các sự kiện đang diễn ra tại Grenada

Lực lượng gìn giữ hòa bình của Mỹ tại Beirut, một thành phần trong lực lượng đa quốc gia trong thời gian Nội chiến Liban, trước đó được Reagan triển khai, bị tấn công ngày 23 tháng 10 năm 1983. Vụ đánh bom doanh trại quân Mỹ bởi một kẻ đánh bom tự sát bằng xe tải tại Beirut đã làm cho 241 binh sĩ Mỹ thiệt mạng và làm bị thương hơn 60 người khác. Reagan phái một toán nhân sự Tòa Bạch Ốc, dẫn đầu bởi phó tổng thống của ông là George H.W. Bush, đến nơi đánh bom bốn ngày sau đó. Reagan gọi vụ tấn công này là "hèn hạ", cam đoan giữ lực lượng quân sự ở lại Liban, và hoạch định mục tiêu nhắm vào bản doanh Sheik Abdullah tại Baalbek, Liban, một cơ sở huấn lệnh cho các chiến binh Hezbollah, nhưng sứ mệnh này sau đó bị rút lại. Ngày 7 tháng 2 năm 1984, Tổng thống Reagan ra lệnh cho thủy quân lục chiến bắt đầu rút quân khỏi Liban. Tháng tư năm 1984, trong bài diễn văn chủ đạo đọc trước 20.000 người tham dự đại hội "Baptist Fundamentalism '84" của mục sư Jerry Falwell tại Washington, D.C., ông đọc bản tường trình đầu tiên về vụ đánh bom do người tuyên giáo hải quân Arnold Resnicoff viết. Resnicoff là người được yêu cầu viết bản tường trình cho phó tổng thống và nhiệm vụ tìm hiểu sự thật vụ đánh bom. Osama bin Laden sau này dẫn giải sự rút quân của Reagan như dấu hiệu suy yếu của người Mỹ.
Ngày 25 tháng 10 năm 1983, chỉ hai ngày sau, Reagan ra lệnh lực lượng Hoa Kỳ can thiệp vào Grenada với mật danh là Chiến dịch Urgent Fury. Nơi đây đã xảy ra một vụ đảo chính năm 1979 và dựng lên một chính phủ không liên kết theo Chủ nghĩa Marx-Lenin. Sự can thiệp của lực lượng Hoa Kỳ là kết quả của một lời kêu gọi chính thức từ Tổ chức các quốc gia Đông Caribbe (OECS); Tổng thống Reagan cũng viện lẽ về một sự đe dọa trong vùng vì Liên Xô và Cuba tăng cường xây dựng quân sự tại vùng Caribbe và mối quan tâm về sự an toàn của hàng trăm sinh viên y khoa Mỹ tại Đại học St. George's như lý do để thực hiện vụ xâm chiếm. Chiến dịch Urgent Fury là một chiến dịch quân sự lớn đầu tiên của các lực lượng Hoa Kỳ kể từ Chiến tranh Việt Nam. Sau mấy ngày giao tranh, lực lượng Hoa Kỳ giành được chiến thắng  với tổn thất 19 binh sĩ Mỹ thiệt mạng và 116 binh sĩ khác bị thương. Giữa tháng 12, sau khi một chính phủ mới được toàn quyền bổ nhiệm, lực lượng Hoa Kỳ rút quân khỏi Grenada.

#### Leo thang chiến tranh lạnh
Reagan leo thang chiến tranh lạnh, tăng tốc đảo ngược chính sách "détente" (giảm thiểu căng thẳng để chung sống hòa bình) bắt đầu từ năm 1979 theo sau sự kiện Chiến tranh Xô Viết tại Afghanistan. Reagan ra lệnh tăng cường khổng lồ việc xây dựng các lực lượng quân sự Hoa Kỳ và thực hiện các chính sách mới đối đầu với Liên Xô: tái lập chương trình oanh tạc cơ B-1 Lancer mà đã bị chính phủ Carter hủy bỏ, và sản xuất tên lửa MX. Để đáp trả việc Liên Xô triển khai tên lửa SS-20, Reagan giám sát việc triển khai tên lửa Pershing của NATO tại Tây Đức.

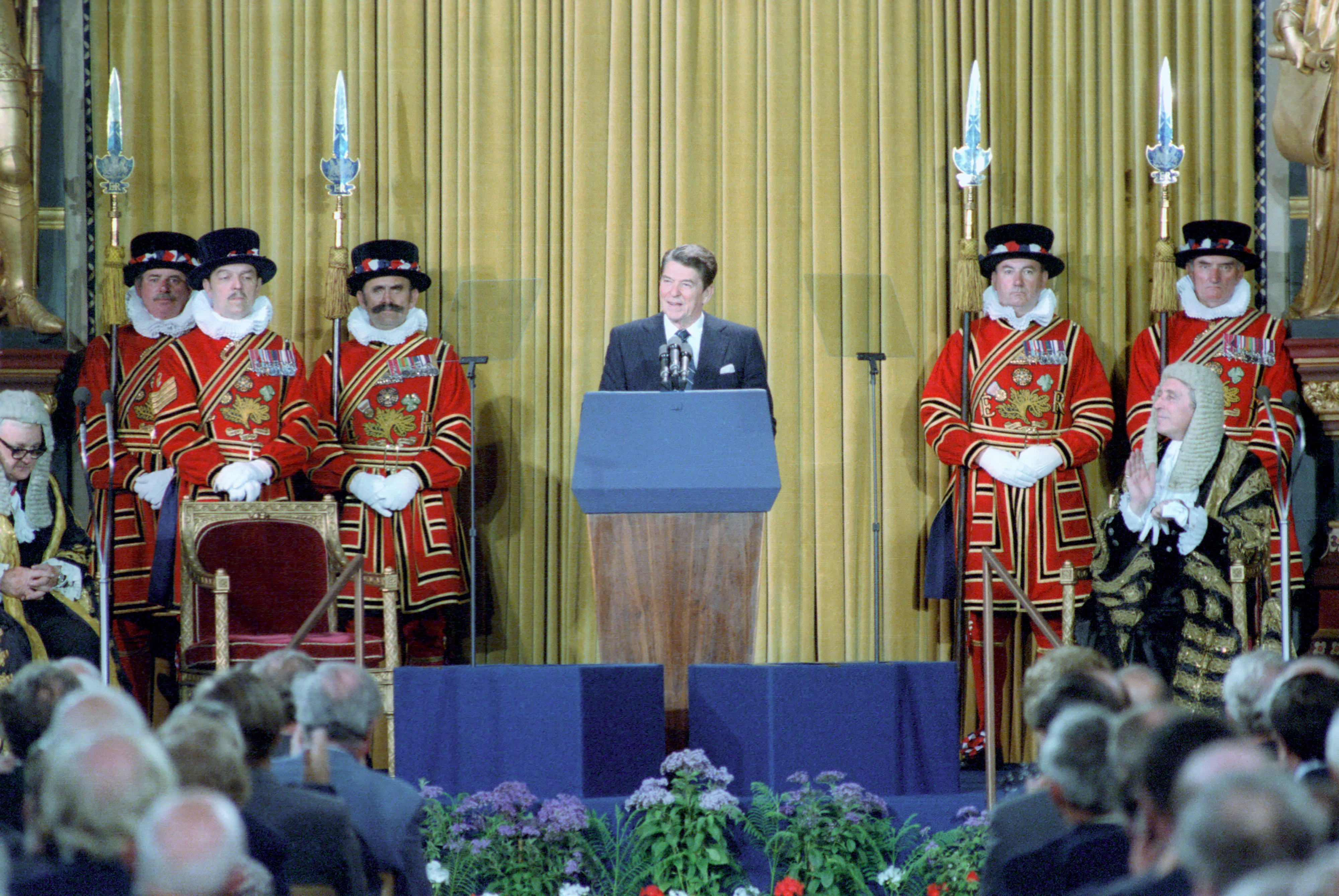
Reagan, tổng thống Mỹ đầu tiên đọc diễn văn trước Nghị viện Vương quốc Anh, tiên đoán rằng chủ nghĩa Marx-Lenin sẽ bị bỏ lại trong đống tro tàn của lịch sử.

Cùng với thủ tướng Vương quốc Anh Margaret Thatcher, Reagan lên án Liên Xô bằng những thuật ngữ tư tưởng. Trong một bài diễn văn nổi tiếng ngày 8 tháng 6 năm 1982 trước Nghị viện Vương quốc Anh trong phòng triển lãm hoàng gia tại Cung điện Westminster, Reagan nói, "bước chân tiến tới của tự do và dân chủ sẽ bỏ Chủ nghĩa Marx-Lenin trên đóng tro tàn của lịch sử". Ngày 3 tháng 3 năm 1983, ông tiên đoán chủ nghĩa cộng sản sẽ sụp đổ và nói rằng, "Chủ nghĩa cộng sản là một chương khác dị thường và đáng buồn trong lịch sử nhân loại mà những trang cuối của nó thậm chí hiện nay vẫn còn đang được viết." Trong một bài diễn văn trước Hội Evangelical Quốc gia ngày 8 tháng 3 năm 1983, Reagan gọi Liên Xô là "một đế quốc ma quỷ".
Sau khi Liên Xô bắn rơi chuyến bay 007 của Korean Air Lines gần đảo Moneron ngày 1 tháng 9 năm 1983, có chở 269 người trong đó có nghị sĩ tiểu bang Georgia là Larry McDonald, Reagan cho hành động này là một vụ "thảm sát" và tuyên bố rằng người Liên Xô đã quay lại "chống thế giới và những giáo huấn đạo lý mà hướng dẫn các mối quan hệ giữa con người với con người ở mọi nơi". Chính phủ Reagan đáp trả sự kiện này bằng việc ngưng dịch vụ hàng không thương mại của Liên Xô đến Hoa Kỳ, và hủy bỏ một số thỏa ước đang được thảo luận với Liên Xô, gây thiệt hại tài chính cho họ. Với hậu quả của vụ bắn rơi máy bay và nguyên nhân chuyến bay 007 bay trật khỏi đường bay có liên quan đến hệ thống hoa tiêu của nó, Reagan thông báo vào ngày 16 tháng 9 năm 1983 rằng Hệ thống Định vị Toàn cầu được cho phép sử dụng trong dân sự và được miễn phí để tránh xảy ra lỗi kỹ thuật về hoa tiêu trong tương lai.

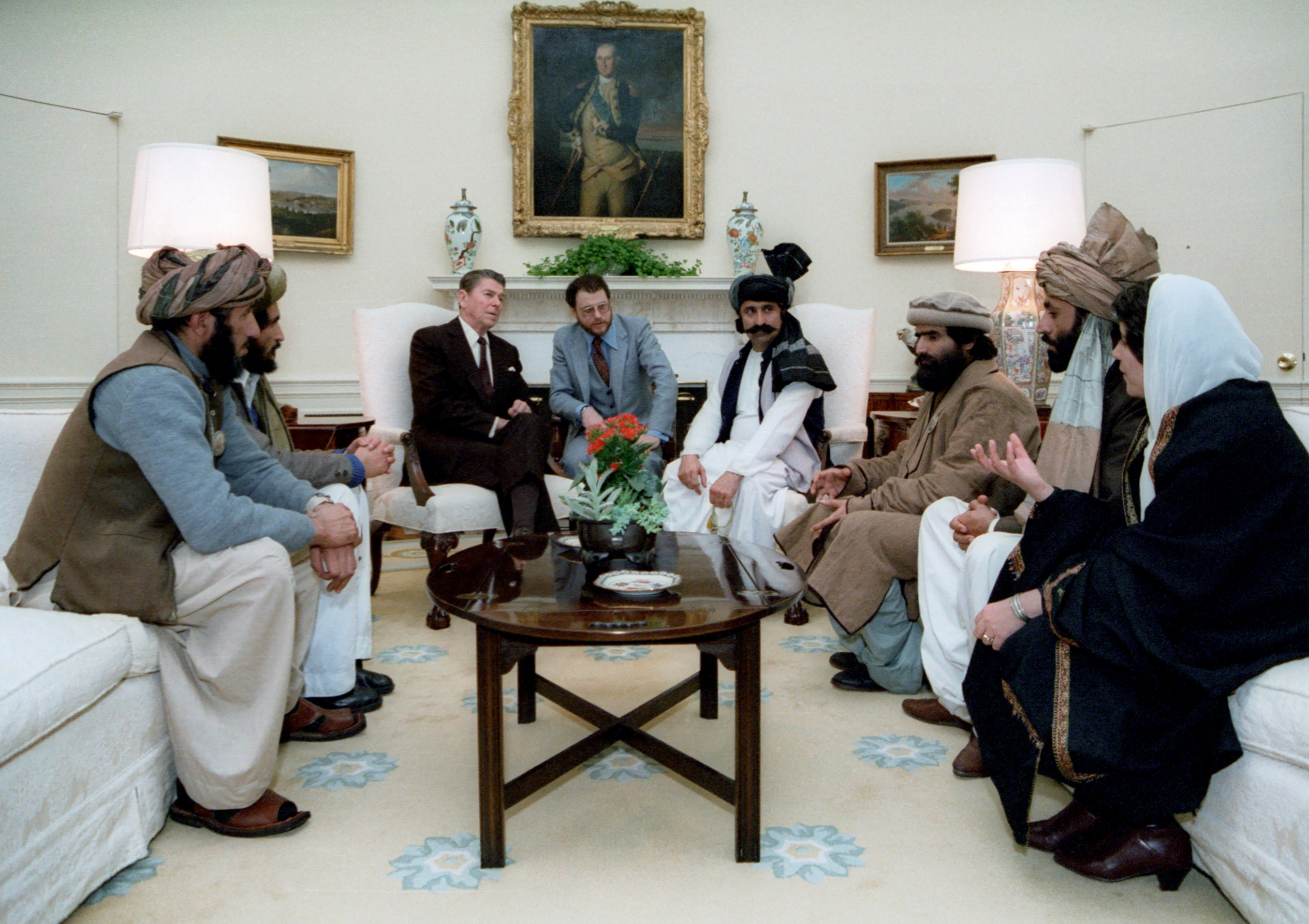
Tổng thống Reagan họp với các lãnh tụ chiến binh hồi giáo Mujahideen của Afghanistan tại Văn phòng Bầu dục năm 1983

Dưới một chính sách được biết đến như học thuyết Reagan, Reagan và chính phủ của ông cũng cung cấp trợ giúp công khai và cả bí mật cho các phong trào du kích chống cộng trong một cố gắng nhằm thay thế các chính phủ cộng sản do Liên Xô hậu thuẫn tại châu Phi, châu Á và châu Mỹ Latin. Reagan triển khai phân bộ hoạt động đặc biệt của Cục Tình báo Trung ương Hoa Kỳ đến Afghanistan và Pakistan. Phân bộ này là có nhiệm vụ huấn luyện, trang bị và lãnh đạo các lực lượng chiến binh hồi giáo Mujaheddin chống quân đội Liên Xô. Chương trình hành động bí mật của Tổng thống Reagan có công trong việc giúp kết thúc sự chiếm đóng của Liên Xô tại Afghanistan, mặc dù số lượng vũ khi mà Hoa Kỳ cung cấp lúc đò lại trở thành mối đe dọa sau này cho các lực lượng của Hoa Kỳ trong chiến tranh Afghanistan vào thập niên 2000. Tuy nhiên, trong một hành động cắt ngang chính sách cung cấp vũ khí cho Đài Loan của chính phủ Carter theo Đạo luật Quan hệ Đài Loan, Reagan cũng đồng ý giảm bán vũ khí cho Đài Loan với chính phủ cộng sản tại Trung Quốc.
Tháng 3 năm 1983, Reagan giới thiệu Sáng kiến Phòng thủ Chiến lược (viết tắt theo tiếng Anh là SDI ), một dự án quốc phòng mà sẽ sử dụng các hệ thống có căn cứ trên không gian và mặt đất để bảo vệ Hoa Kỳ khỏi các cuộc tấn công bằng tên lửa hạt nhân liên lục địa chiến lược. Reagan tin rằng lá chắn quốc phòng này có thể khiến cho chiến tranh hạt nhân không thể xảy ra, nhưng không tin tưởng rằng kỹ thuật như thế có thể hoạt động. Việc này khiến những người chống đối chương trình gán cho Sáng kiến Phòng thủ Chiến lược cái tên là "Chiến tranh giữa các vì sao" và cho rằng mục tiêu kỹ thuật là không thể nắm bắt được. Liên Xô trở nên lo lắng về hiệu quả có thể có mà SDI sẽ mang lại lợi thế cho Hoa Kỳ; nhà lãnh đạo Yuri Andropov nói rằng nó sẽ đặt "toàn thế giới trong nguy cơ chạy đua vũ trang". Vì những lý do đó, David Gergen, một cựu phụ tá của Tổng thống Reagan, sau khi gợi lại ký ức, tin rằng Sáng kiến Phòng thủ Chiến lược đã giúp kết thúc chiến tranh lạnh một cách vội vã.
Những người chỉ trích gán cho các chính sách ngoại giao của Reagan là hung hăng, mang tính đế quốc, và trách móc chúng là "hiếu chiến" tuy chúng được ủng hộ bởi những người đứng đầu chủ nghĩa bảo thủ Mỹ. Những người này cho rằng các chính sách như thế là cần thiết để bảo vệ lợi ích an ninh của Hoa Kỳ.

#### Vận động tranh cử tổng thống năm 1984

Phiếu đại cử tri tổng thống năm 1984 theo tiểu bang. Reagan (màu đỏ) thắng hết mọi tiểu bang ngoại trừ tiểu bang nhà của Mondale là Minnesota (và Washington, D.C.)

Reagan nhận đề cử của đảng Cộng hòa tại Dallas, Texas. Ông tuyên bố rằng "bình minh lại đến nước Mỹ", hàm ý nói đến nền kinh tế đang phục hồi và sự biểu diễn vượt trội của các vận động viên Hoa Kỳ tại Thế vận hội Mùa hè 1984, trong số nhiều sự việc khác. Ông trở thành tổng thống Mỹ đầu tiên khai mạc một thế vận hội được tổ chức tại Hoa Kỳ.
Đối thủ của Reagan trong cuộc bầu cử tổng thống năm 1984 là cựu phó tổng thống Walter Mondale. Với những câu hỏi về tuổi tác của ông và sự diễn đạt yếu kém trong lần tranh luận tổng thống đầu tiên của ông, người ta bắt đầu nghi ngờ đến khả năng thực hiện những nhiệm vụ tổng thống của ông thêm một nhiệm kỳ nữa. Hành vi và cách xử trí dễ quên và lầm lẫn thấy rõ của ông là bằng chứng khiến những người ủng hộ ông quan tâm vì họ đã từng biết đến ông là một người thông minh và dí dỏm. Những tin đồn bắt đầu lan rộng rằng ông bị bệnh mất trí nhớ. Reagan lật ngược thế cờ trong cuộc tranh luận tổng thống lần thứ hai, và đối chất với những câu hỏi về tuổi tác của ông. Ông nói nước đôi rằng "Tôi sẽ không coi tuổi tác là một vấn đề trong cuộc vận động tranh cử này. Tôi sẽ không khai thác sự thiếu kinh nghiệm và tuổi trẻ của đối thủ mình vì mục đích chính trị". Lời nói của ông tạo nên tiếng cười rộ và tiếng vỗ tay, ngay cả từ chính đối thủ của ông là Mondale.
Tháng 11, Reagan tái đắc cử tổng thống, thắng 49 trong số 50 tiểu bang. Ở tuổi 73 khi thắng cử, ông là người cao tuổi nhất được bầu làm tổng thống. Chiến thắng áp đảo của ông khiến cho Mondale chỉ thắng được tiểu bang nhà của mình là Minnesota (bằng sai khác 3800 phiếu phổ thông) và Đặc khu Columbia. Reagan thắng kỷ lục 525 phiếu đại cử tri, con số cao nhất đối với bất cứ ứng viên nào trong lịch sử Hoa Kỳ, và nhận được 58,8% số phiếu phổ thông so với Mondale là 40,6%.

### Nhiệm kỳ thứ hai 1985–1989

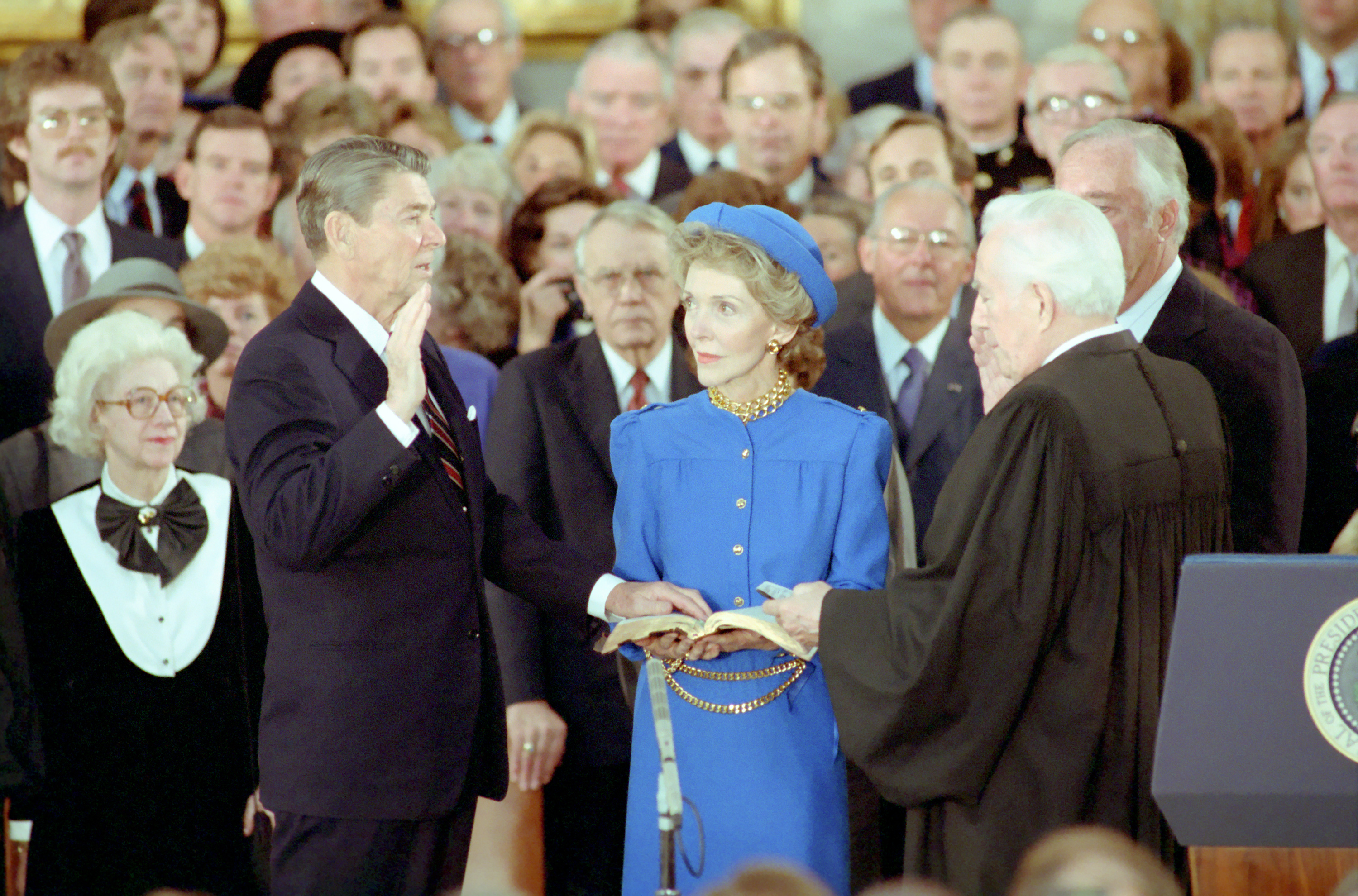
Ronald Reagan tuyên thuệ nhậm chức tổng thống nhiệm kỳ hai trong gian phòng tròn của Tòa Quốc hội Hoa Kỳ

Reagan tuyên thuệ nhậm chức tổng thống nhiệm kỳ hai vào ngày 20 tháng 1 năm 1985 trong một buổi lễ riêng tại Tòa Bạch Ốc. Vì 20 tháng 1 rơi vào ngày chủ nhật nên buổi lễ công cộng không được tổ chức nhưng được tiến hành tại gian phòng tròn của Tòa Quốc hội Hoa Kỳ vào ngày hôm sau. Ngày 21 tháng 1 là một ngày lạnh kỷ lục nhất tại Washington, D.C.; vì thời tiết xấu, buổi lễ nhậm chức được tổ chức bên trong tòa quốc hội. Trong những tuần kế tiếp, ông tái cơ cấu chút ít về nhân sự, chuyển chánh văn phòng Tòa Bạch Ốc James Baker làm bộ trưởng ngân khố và bộ trưởng ngân khố Donald Regan, cựu viên chức của công ty Merrill Lynch, làm chánh văn phòng.
Năm 1985, Reagan thăm viếng nghĩa trang quân sự Đức tại Bitburg để đặt vòng hoa cùng với Thủ tướng Tây Đức là Helmut Kohl. Khi biết được nghĩa trang này có mộ phần của bốn mươi chín thành viên của Waffen-SS, Reagan đưa ra lời tuyên bố, gọi các binh sĩ Đức Quốc xã được chôn cất trong nghĩa trang này cũng chính là "nạn nhân". Lời tuyên bố này gây xôn xao rằng chẳng lẽ Reagan coi các thành viên SS ngang hàng với nạn nhân của Holocaust; Pat Buchanan, Giám đốc Thông tin của Reagan, cho rằng tổng thống không coi các thành viên SS ngang hàng với nạn nhân Holocaust thật sự. Lúc này khi bị hối thúc hủy bỏ cuộc viếng thăm một cách mạnh mẽ, Reagan đáp lại rằng thật là sai lầm phải rút lại lời hứa với Thủ tướng Kohl. Sau cùng ông dự buổi lễ mà tại đó hai vị tướng quân đội đặt một vòng hoa.
Vụ tai nạn phi thuyền con thoi Challenger ngày 28 tháng 1 năm 1986 khiến cho bảy phi hành gia bị thiệt mạng. Vào đêm tai nạn, Reagan đọc một bài diễn văn do Peggy Noonan viết trong đó ông nói rằng:
Tương lai không thuộc về những người yếu tim; nó thuộc về những người can đảm... Chúng ta sẽ không bao giờ quên họ, cũng không quên lần cuối cùng chúng ta thấy họ, vào buổi sáng hôm nay, khi họ chuẩn bị cho cuộc hành trình và vẫy tay chào tạm biệt và 'trượt sức hút gắt gỏng của địa cầu để chạm mặt Thượng đế.'

#### Chiến tranh chống ma túy
Vào nữa nhiệm kỳ hai, Reagan công bố nhiều chính sách quân sự hơn trong cuộc chiến chống ma túy. Ông nói rằng "ma túy đang gây bệnh hoạn cho xã hội chúng ta". Ông hứa tranh đấu cho nơi làm việc và trường học không có ma túy, mở rộng điều trị nghiện ma túy, nỗ lực nghiêm cấm ma túy, lực lượng thi hành luật pháp phải lớn mạnh hơn, và gia tăng sự nhận thức của công chúng tốt hơn.
Năm 1986, Reagan ký đạo luật thi hành chống ma túy với ngân sách $1,7 tỷ đô la để tài trợ cho cuộc chiến chống ma túy và ấn định hình phạt tối thiểu bắt buộc đối với những kẻ vi phạm luật chống ma túy. Đạo luật này bị chỉ trích vì nó làm gia tăng sự mất cân đối chủng tộc đáng kể trong số tù nhân trong nước và những người chỉ trích cũng tố cáo rằng các chính sách này chỉ có ít hiệu lực làm giảm số ma túy lưu hành trên đường phố trong khi đó mang đến gánh nặng tài chính cho nước Mỹ. Những người ủng hộ nỗ lực này nêu lên sự thành công trong việc làm giảm tỉ lệ sử dụng ma túy trong giới thanh thiếu niên. Đệ Nhất Phu nhân Nancy Reagan coi cuộc chiến chống ma túy là ưu tiên chính của bà bằng cuộc vận động nhận thức về ma túy "Just Say No" với mục đích ngăn chặn trẻ em và thiếu niên không sử dụng ma túy như thú giải trí qua nhiều cách nói "không" khác nhau. Nancy Reagan đã đến 65 thành phố trong 33 tiểu bang để vận động sự nhận thức về tác hại của ma túy bao gồm cả chất rượu cồn.

#### Không kích Libya
Quan hệ giữa Libya và Hoa Kỳ dưới thời tổng thống Reagan tiếp tục xấu đi, bắt đầu với sự kiện vịnh Sidra năm 1981. Năm 1982, nhà lãnh đạo Libya Muammar Gaddafi bị CIA xem là đồng minh của nhà lãnh đạo Liên Xô Leonid Brezhnev và nhà lãnh đạo Cuba Fidel Castro, là phần tử của một nhóm được biết với tên gọi "unholy trinity" (ba ngôi bất thánh thiện) và cũng bị một viên chức CIA gán cho cái tên là "kẻ thù quốc tế công khai số một của chúng ta". Những căng thẳng này sau đó lại tái phát sinh vào đầu tháng 4 năm 1986 khi một quả bom phát nổ tại một quán nhảy disco trong thành phố Berlin, làm bị thương 63 quân nhân Mỹ và một binh sĩ khác thiệt mạng. Cho rằng có bằng chứng không thể chối cải là Libya chỉ thị "vụ đánh bom khủng bố", Reagan ra lệnh sử dụng lực lượng chống Libya. Vào cuối ngày 15 tháng 4 năm 1986, Hoa Kỳ mở màn một loại không kích vào các mục tiêu trên đất liền tại Libya. Thủ tướng Vương quốc Liên hiệp Anh Margaret Thatcher cho phép Không quân Hoa Kỳ sử dụng các căn cứ tại Anh để mở cuộc tấn công với viện lẽ rằng Vương quốc Liên hiệp Anh ủng hộ quyền tự vệ của Mỹ theo Điều khoản 51 trong Hiến chương Liên hiệp quốc. Cuộc tấn công được hoạch định để ngăn chặn "khả năng xuất khẩu khủng bố" của Gaddafi, cho ông ta "sáng kiến và lý do để thay đổi hành vi tội ác của mình". Tổng thống nói chuyện trước quốc dân từ Văn phòng Bầu dục sau khi vụ không kích được thông báo. Ông nói rằng "Khi công dân của chúng ta bị tấn công hay bị lạm dụng khắp nơi trên thế giới qua chỉ thị trực tiếp của các chế độ thù địch, chúng ta sẽ đáp trả khi mà tôi còn ở trong văn phòng này." Vụ tấn công bị nhiều quốc gia lên án. Với số phiếu 79 ủng hộ so với 28 phiếu chống và 33 phiếu trắng, Đại hội đồng Liên Hợp Quốc thông qua Nghị quyết 41/38 lên án cuộc tấn công quân sự chống Libya ngày 15 tháng 4 năm 1986.

#### Di dân
Reagan ký Đạo luật Kiểm soát và Cải cách Di dân năm 1986. Đạo luật này bất hợp pháp hóa việc thuê mướn hoặc tuyển mộ các di dân mà giới chủ nhân biết rõ là di dân bất hợp pháp, bắt buộc các chủ nhân phải chứng minh tình trạng di trú của các công nhân. Đạo luật này cũng ân xá cho khoảng 3 triệu di dân bất hợp pháp vào Hoa Kỳ trước ngày 1 tháng 1 năm 1982 và đã sống liên tục tại nước Mỹ. Những người chỉ trích cho rằng việc cấm vận giới chủ nhân không có răng đe và thất bại trong việc ngăn chặn di dân bất hợp pháp. Ngay sau khi ký đạo luật trong một buổi lễ được tổ chức bên trong Tượng Nữ thần Tự do vừa mới được trùng tu, Reagan nói, "các điều khoản hợp pháp hóa trong đạo luật này sẽ đi xa hơn để cải thiện cuộc sống của một tầng lớp cá nhân mà hiện nay phải trốn trong bóng tối, không có được lối tiếp cận đến nhiều lợi ích của một xã hội cưởi mở và tự do. Chẳng mấy chốc, nhiều người đàn ông và đàn bà sẽ có thể bước ra ánh sáng mặt trời và, sau cùng, nếu họ chọn lựa, họ có thể trở thành người Mỹ." Reagan cũng nói "Chương trình cấm vận giới chủ nhân là thành phần chính và then chốt. Nó sẽ loại bỏ động cơ khích lệ di dân bất hợp pháp qua việc loại bỏ cơ hội tìm việc làm mà lôi kéo người ngoại quốc bất hợp pháp đến đây."

#### Vụ tai tiếng Iran–Contra

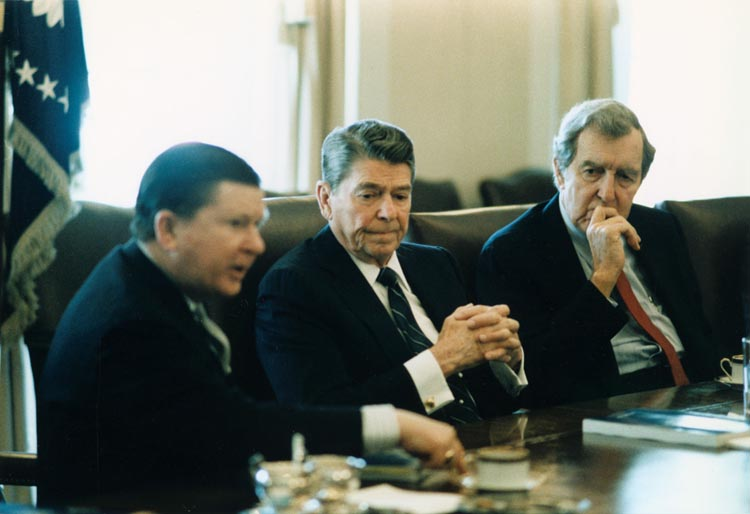
Tổng thống Reagan nhận báo cáo Tower tại Phòng Nội các của Tòa Bạch Ốc năm 1987

Năm 1986, một vụ tai tiếng làm rung động chính phủ Reagan. Vụ tai tiếng này bắt nguồn từ việc sử dụng tiền thu được trong vụ bán vũ khí bí mật cho Iran để tài trợ nhóm du kích Contras ở Nicaragua vốn từng bị đặt ra ngoài vòng pháp luật bởi một đạo luật của Quốc hội Hoa Kỳ. Vụ Iran–Contra trở thành vụ tai tiếng chính trị lớn nhất tại Hoa Kỳ trong thập niên 1980. Mặc dù Hoa Kỳ tranh chấp thẩm quyền phán quyết của Tòa án Công lý Quốc tế, tòa phán quyết rằng Hoa Kỳ đã vi phạm luật quốc tế và vi phạm các hiệp ước tại Nicaragua theo nhiều cách khác nhau.
Tổng thống Reagan thừa nhận không biết sự tồn tại của âm mưu này. Ông bổ nhiệm hai đảng viên cộng hòa và một đảng viên Dân chủ (John Tower, Brent Scowcroft và Edmund Muskie, được biết đến là "Ủy ban Tower") để điều tra vụ tai tiếng. Ủy ban không thể tìm ra bằng chứng trực tiếp là Reagan đã biết trước về chương trình này nhưng chỉ trích ông nặng nề vì buông lỏng kiểm soát nhân viên của mình, khiến cho việc chuyển dịch công quỹ có thể dễ dàng thực hiện được. Một báo cáo riêng của Quốc hội Hoa Kỳ kết luận rằng "nếu tổng thống không biết các cố vấn an ninh quốc gia của mình đang làm gì thì tổng thống đáng ra đã biết." Mức độ ủng hộ của công chúng dành cho Reagan xuống thấp từ 67% đến 46% trong non một tuần. Đây là mức độ giảm sút nhanh nhất và lớn nhất chưa từng có đối với một vị tổng thống. Vụ tai tiếng này đưa đến kết quả là 14 viên chức của Reagan bị truy tố và 11 người bị kết án.
Nhiều người ở Trung Mỹ chỉ trích Reagan vì ủng hộ nhóm du kích Contras, gọi ông là một kẻ quá khích chống cộng, làm ngơ trước các vụ vi phạm nhân quyền trong khi đó những người khác nói rằng ông "đã cứu Trung Mỹ". Daniel Ortega, chủ tịch Nicaragua và Sandinista, nói rằng ông hy vọng Thượng đế sẽ tha thứ cho Reagan vì "cuộc chiến dơ bẩn chống Nicaragua" của Reagan.

#### Kết thúc chiến tranh lạnh

Ronald Reagan nói chuyện trước Cổng Brandenburg tại Bức tường Berlin, thách thức Gorbachev "hãy phá đổ bức tường này!"

Vào đầu thập niên 1980, nhiều người tại Hoa Kỳ nhận định rằng khả năng quân sự của Liên Xô đang vượt bậc khả năng quân sự của Hoa Kỳ. Trước đó, Hoa Kỳ đã cậy vào sự siêu đẳng chất lượng vũ khí của mình để làm cho Liên Xô nể sợ nhưng khoảng cách dần thu hẹp. Tuy Liên Xô không gia tăng chi tiêu quốc phòng sau khi tổng thống Reagan tăng cường xây dựng quốc phòng, nhưng các chi tiêu quân sự lớn của họ, kết hợp với nền nông nghiệp tập thể hóa và kỹ nghệ sản xuất theo kế hoạch, là một gánh nặng khổng lồ đối với nền kinh tế Liên Xô. Cùng thời gian đó, Ả Rập Xê Út gia tăng sản xuất dầu lửa, khiến cho dầu lửa rớt giá trong năm 1985 xuống còn một phần ba mức giá trước đó. Dầu lửa là nguồn thu nhập xuất cảng chính yếu của Liên Xô. Các yếu tố này dần dần đưa nền kinh tế Liên Xô đến tình trạng bi đát trong thời gian Gorbachev nắm quyền.
Reagan nhận ra sự thay đổi chiều hướng của giới lãnh đạo Liên Xô dưới thời Mikhail Gorbachev vì vậy ông đã chuyển dịch sang ngoại giao với quan điểm khuyến khích giới lãnh đạo Liên Xô theo đuổi các thỏa thuận về tài giảm vũ khí đáng kể. Sứ mệnh cá nhân của Reagan là có được "một thế giới không có vũ khí hạt nhân", thứ vũ khí mà ông coi là "hoàn toàn vô lý, hoàn toàn phi nhân, không gì tốt đẹp ngoài giết chóc, có thể hủy hoại sự sống trên Trái Đất và nền văn minh". Ông đã có thể bắt đầu các cuộc thương thảo về giải trừ hạt nhân với Tổng bí thư Gorbachev. Gorbachev và Reagan có bốn cuộc hội nghị thượng đỉnh giữa năm 1985 và 1988: hội nghị đầu tiên tại Genève, Thụy Sỉ, hội nghị thứ hai tại Reykjavík, Iceland, hội nghị thứ ba tại Washington, D.C., và hội nghị thứ tư tại Moskva. Reagan tin rằng nếu ông có thể thuyết phục được người Liên Xô cho phép dân chủ hơn và tự do ngôn luận hơn thì điều này sẽ dẫn đến sự cải cách và chấm dứt chủ nghĩa cộng sản.
Nói chuyện tại Bức tường Berlin ngày 12 tháng 6 năm 1987, Reagan thách thức Gorbachev đi xa hơn nữa qua lời nói:
| “ | "Tổng Bí thư Gorbachev, nếu ông mưu tìm hòa bình, nếu ông mưu tìm thịnh vượng cho Liên Xô và Đông Âu, nếu ông mưu tìm giải phóng, hãy đến đây nơi cổng này. Ông Gorbachev, hãy mở cổng này. Ông Gorbachev, hãy phá đổ bức tường này!" | ” |

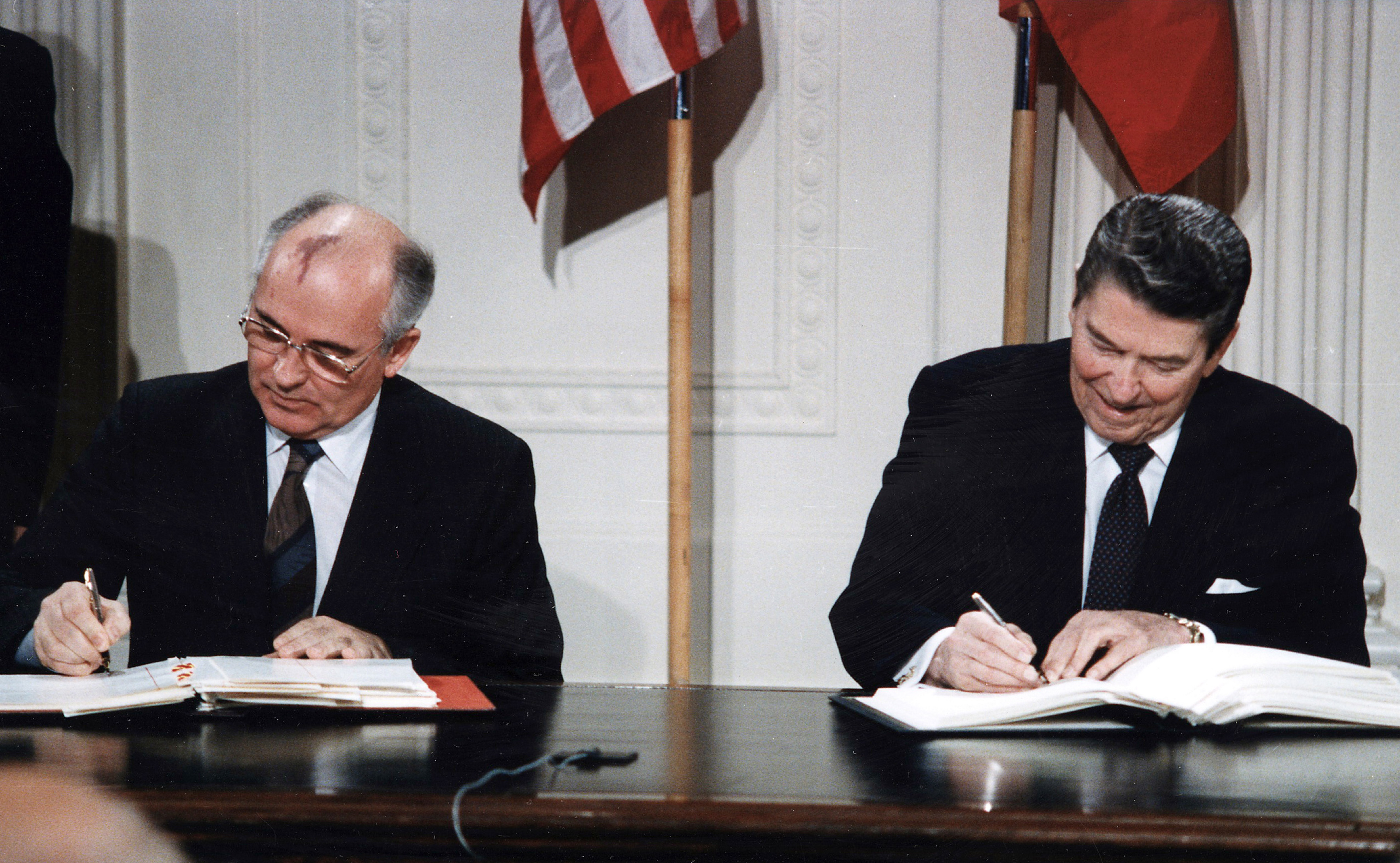
Gorbachev và Reagan ký Hiệp ước Lực lượng Hạt nhân tầm trung tại Tòa Bạch Ốc năm 1987

Trước lúc Gorbachev viếng thăm Washington, D.C. cho cuộc hội nghị thượng đỉnh năm 1987, nhà lãnh đạo Liên Xô thông báo ý định của mình theo đuổi các hiệp định tài giảm vũ khí đáng kể. Thời điểm về việc thông báo khiến các nhà ngoại giao phương Tây đoan chắc rằng Gorbachev đang đưa ra những nhượng bộ lớn đối với Hoa Kỳ về các tầm mức lực lượng thông thường, vũ khí hạt nhân, và chính sách tại Đông Âu. Ông và Reagan ký Hiệp ước Lực lượng Hạt nhân tầm trung (Intermediate-Range Nuclear Forces Treaty hay viết tắt là INF Treaty) tại Tòa Bạch Ốc, loại bỏ hoàn toàn lớp vũ khi hạt nhân này. Hai nhà lãnh đạo đặt khuôn sườn cho Hiệp ước Tài giảm Quân bị Chiến lược hay gọi tắt là START I; Reagan nhất mực rằng tên của hiệp ước này nên đổi từ Đàm phán Hạn chế Quân bị Chiến lược thành Đàm phán Tài giảm Quân bị Chiến lược.
Khi Reagan viếng thăm Moskva cho hội nghị thượng đỉnh năm 1988, ông được người Liên Xô xem như một nhân vật nổi tiếng. Một nhà báo hỏi tổng thống rằng ông có còn xem Liên Xô là một đế quốc ma quỹ nữa không. Ông trả lời "Không", "Tôi đang nói chuyện về một thời điểm khác, một thời đại khác." Theo lời yêu cầu của Gorbachev, Reagan diễn thuyết về các nền kinh tế tự do tại Đại học Quốc gia Moskva. Trong cuốn sách tự truyện của mình có tựa đề An American Life (Một cuộc đời Mỹ), Reagan diễn tả sự lạc quan của mình về chiều hướng mới mà họ cùng vẽ ra và cảm giác nồng ấm của ông dành cho Gorbachev. Tháng 11 năm 1989, Bức tường Berlin bị phá sập, Chiến tranh lạnh chính thức được tuyên bố kết thúc tại hội nghị thượng đỉnh Malta ngày 3 tháng 12 năm 1989 và hai năm sau, Liên Xô sụp đổ.

### Sức khỏe
Vào đầu thời gian làm tổng thống, Reagan bắt đầu đeo dụng cụ trợ thính với kỹ thuật tân tiến, lúc đầu là bên tai phải của ông và sau đó cả bên tai trái. Quyết định của ông công bố về việc ông đeo dụng cụ trợ thính vào năm 1983 đã giúp cho loại dụng cụ trợ thính này bán chạy.
Ngày 13 tháng 7 năm 1985, Reagan trải qua cuộc giải phẫu tại Bệnh viện Hải quân Bethesda để lấy bướu ung thư khỏi ruột kết của ông. Ông trao quyền tổng thống cho phó tổng thống trong khoảng thời gian 8 tiếng đồng hồ cho cuộc giải phẫu theo như tu chính hiến pháp 25 đã quy định. Cuộc giải phẫu chỉ kéo dài ba tiếng đồng hồ và thành công. Reagan nhận lại quyền lực tổng thống sau đó trong ngày. Tháng 8 năm đó, ông trải qua một cuộc giải phẫu để loại bỏ các tế bào ung thư da trên mũi của ông. Vào tháng mười, thêm các tế bào ung thư da được phát hiện trên mũi của ông và chúng bị loại bỏ.
Tháng 1 năm 1987, Reagan trải qua giải phẫu tuyến tiền liệt, gây thêm sự lo lắng về sức khỏe của ông. Tuy nhiên, không có phát hiện nào được tìm thấy về sự phát triển của ung thư và ông không phải bị gây mê cho cuộc giải phẫu. Tháng 7 năm đó, vào tuổi 76, ông trải qua một cuộc giải phẫu ung thư da lần thứ ba trên mũi ông.

### Tư pháp
Trong suốt chiến dịch tranh cử tổng thống năm 1980, Reagan tuyên bố rằng nếu có dịp, ông sẽ bổ nhiệm vị nữ thẩm phán tối cao pháp viện đầu tiên. Dịp đó đã đến trong năm đầu tại chức của ông khi ông đề cử Sandra Day O'Connor ngồi vào chiếc ghế trống do Thẩm pháp Potter Stewart nghỉ hưu để lại. Trong nhiệm kỳ hai, Reagan đề bạt William Rehnquist thay thế Warren Burger làm Thẩm phán trưởng Hoa Kỳ, và đưa Antonin Scalia thay thế chiếc ghế trống William Rehnquist vừa rời bỏ. Reagan đề cử luật gia bảo thủ Robert Bork vào tòa thượng thẩm năm 1987. Thượng nghị sĩ Ted Kennedy, một đảng viên Dân chủ của tiểu bang Massachusetts, mạnh mẽ lên án Bork, và sự việc gây tranh cãi lớn xảy ra ngay sau đó. Bork bị Thượng viện Hoa Kỳ bác bỏ với số phiếu 58–42. Reagan sau đó đề cử Douglas Ginsburg, nhưng Ginsburg rút tên khỏi đề cử sau khi bị công kích vì sử dụng chất ma túy gai dầu (cannabis). Sau cùng Anthony Kennedy được Thượng viện xác nhận thay thế vị trí này. Cùng với việc bổ nhiệm ba thẩm phán tối cao pháp viện, Reagan bổ nhiệm 83 thẩm phán tòa thượng thẩm, và 290 thẩm phán tòa án khu vực.
Reagan cũng đề cử Vaughn R. Walker, người về sau này bị tiết lộ là thẩm phán liên bang đồng tính được biết đến trước nhất, vào tòa án khu vực đặc trách Khu vực Trung tâm California. Tuy nhiên, sự đề cử này bị trì hoãn tại Thượng viện, và Walker không được xác nhận cho đến khi được người kế nhiệm Reagan là George H. W. Bush tái đề cử.
Vào thời gian đầu tại chức, Reagan bổ nhiệm Clarence M. Pendleton, Jr. của San Diego, một người Mỹ gốc châu Phi đầu tiên, làm chủ tịch Ủy ban đặc trách Dân quyền Hoa Kỳ. Pendleton cố gắng lái ủy ban này theo hướng bảo thủ để phù hợp với những quan điểm của Reagan về chính sách dân quyền và xã hội trong suốt thời gian tại chức của ông từ năm 1981 cho đến khi ông đột ngột qua đời vào năm 1988. Pendleton chẳng bao lâu sau đó đã làm nhiều nhà hoạt động dân quyền và nữ quyền giận dữ khi ông chế nhạo lời đề nghị về quyền bình đẳng lương bổng như là "Looney Tunes" (loạt phim hoạt hình ngắn của Warner Bros).

## Những năm hậu tổng thống (1989–2004)

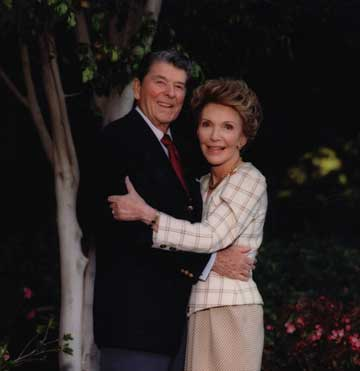
Ronald và Nancy Reagan tại Los Angeles sau khi rời Tòa Bạch Ốc đầu thập niên 1990

Sau khi rời nhiệm sở năm 1989, gia đình Reagan mua thêm một căn nhà tại Bel Air, Los Angeles tuy trước đó đã có Nông trại Reagan tại Santa Barbara. Họ thường xuyên dự thánh lễ tại Nhà thờ Giáo hội Trưởng Nhiệm Bel Air và đôi khi xuất hiện trước công chúng thay mặt cho đảng Cộng hòa; Reagan đọc một bài diễn văn rất được hoan nghênh tại Đại hội Quốc gia Đảng Cộng hòa năm 1992. Trước đó vào ngày 4 tháng 11 năm 1991, Thư viện Tổng thống Ronald Reagan được khánh thành và mở cửa cho công chúng. Tại các buổi lễ khánh thành, có năm vị tổng thống và sáu Đệ Nhất Phu nhân tham dự, đánh dấu đây là lần đầu tiên có đến năm vị tổng thống cùng tựu họp chung tại cùng một địa điểm. Reagan tiếp tục công khai bài tỏ sự ủng hộ đối với quyền phủ quyết từng phần của tổng thống (line-item veto); đạo luật Brady; tu chính hiến pháp bắt buộc chính phủ có ngân sách cân bằng; và việc bãi bỏ tu chính án 22 là tu chính án cấm bất cứ ai phục vụ hơn hai nhiệm kỳ tổng thống. Năm 1992 Reagan lập Giải thưởng Tự do Ronald Reagan cùng với Quỹ Tổng thống Ronald Reagan vừa mới lập ra. Bài diễn văn công cộng cuối cùng của ông là vào ngày 3 tháng 2 năm 1994 trong buổi lễ vinh danh ông tại Washington, D.C.. Ông xuất hiện lần cuối cùng trước công chúng là lúc tham dự lễ tang của cựu tổng thống Richard Nixon ngày 27 tháng 4 năm 1994.

### Bệnh mất trí nhớ

#### Thông báo và phản ứng
Tháng 8 năm 1994, lúc 83 tuổi, Reagan được chẩn đoán bị bệnh mất trí nhớ, một loại bệnh rối loạn tâm thần không thể chữa trị. Bệnh này hủy hoại các tế bào não và sau cùng gây ra cái chết. Tháng 11, ông thông báo cùng quốc dân qua lá thư viết tay, một phần viết như sau:
Tôi vừa được bảo rằng tôi là một trong số hàng triệu người Mỹ sẽ bị hành hạ bởi căn bệnh mất trí nhớ... Trong khoảnh khắc tôi cảm thấy khá ổn. Tôi dự định sống phần còn lại của những năm tháng mà Thượng đế ban cho tôi trên Trái Đất này để làm những gì mà tôi luôn luôn đã và đang làm... Hiện nay tôi bắt đầu cuộc hành trình mà sẽ đưa tôi đến hoàng hôn của cuộc đời mình. Tôi biết rằng sẽ luôn luôn có một bình minh tươi đẹp phía trước đối với nước Mỹ. Cám ơn những người bạn. Cầu mong Thượng đế luôn ban phước cho các bạn.

Sau khi ông được chẩn đoán có bệnh mất trí nhớ, các lá thư ủng hộ từ những người cầu nguyện điều tốt lành đã đổ đến ngôi nhà của ông tại tiểu bang California, nhưng cũng có tin đồn lan truyền về việc Reagan đã có dấu hiệu và triệu chứng suy giảm về tâm thần từ bao lâu trước đó. Trong hồi ký của mình, cựu nữ thông tín viên đài CBS thường trực tại Tòa Bạch Ốc, Lesley Stahl nhớ lại cuộc gặp mặt cuối cùng của bà với tổng thống năm 1986: "Reagan dường như không biết tôi là ai.... Ôi, trời ơi, ông ta là một người vô hồn sắc, tôi đã nghĩ vậy. Tôi phải đi ra ngoài vườn hoa đêm nay và nói với nhân dân tôi rằng tổng thống Hoa Kỳ là một người vô hồn lặp cặp." Nhưng cuối cùng sau đó, ông tỉnh táo trở lại. Như bà mô tả là "Tôi đã gần như quyết định tường trình rằng Reagan già yếu." Tuy nhiên, bác sĩ Lawrence K. Altman, một y sĩ được điều động làm thông tín viên cho tờ The New York Times, ghi nhận rằng "khoảng cách giữa lảng trí và bắt đầu căn bệnh mất trí nhớ có thể khó mà biết được", và tất cả bốn bác sĩ của Reagan tại Tòa Bạch Ốc đều nói rằng họ đã không thấy bằng chứng nào về bệnh mất trí nhớ trong lúc ông làm tổng thống. Bác sĩ John E. Hutton, y sĩ chính của Reagan từ năm 1984 đến 1989, nói rằng tổng thống "tuyệt đối" không có "biểu lộ bất cứ dấu hiệu nào của chứng mất trí hay bệnh Alzheimer". Reagan có trải qua đôi lần lảng trí tuy nhiên chỉ là với những cái tên. Có lần trong lúc họp với Thủ tướng Nhật Bản Yasuhiro Nakasone, ông lặp lại nhiều lần khi gọi phó tổng thống Bush là "thủ tướng Bush." Tuy nhiên các bác sĩ của Reagan ghi nhận rằng ông chỉ bắt đầu biểu lộ triệu chứng ngầm của căn bệnh này vào cuối năm 1992 hay năm 1993, mấy năm sau khi rời nhiệm sở. Cựu chánh văn phòng của ông là James Baker xem ý tưởng cho rằng Reagan ngủ trong các buổi họp nội các là "lố bịch". Các viên chức trong văn phòng Tòa Bạch Ốc, các cựu trợ tá và bạn bè nói rằng họ không thấy dấu hiệu nào về bệnh mất trí nhớ trong khi ông làm tổng thống.

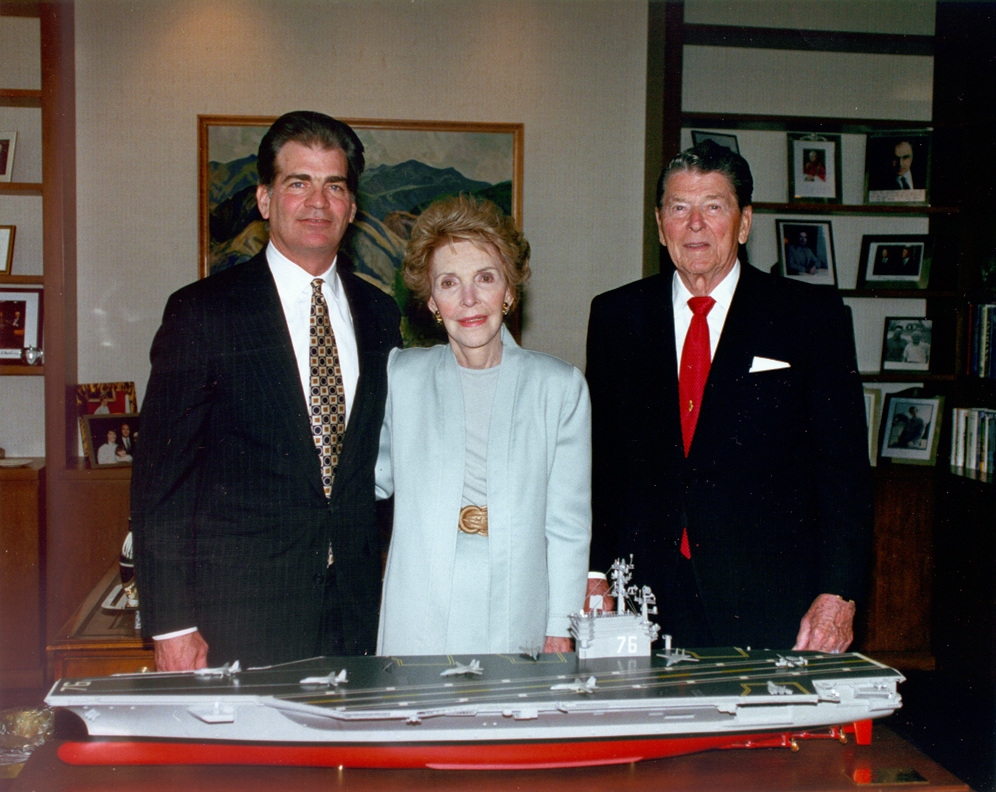
Ông bà Reagan với mô hình siêu hàng không mẫu hạm vào tháng 5 năm 1996. Phía bên trái là chủ tịch kiêm tổng giám đốc điều hành hãng đóng tàu Newport News Shipbuilding.

Vấn đề phức tạp là Reagan đã chụi đựng một cơn chấn thương đầu vào tháng 7 năm 1989, 5 năm trước khi được chẩn đoán. Sau khi bị ngã từ lưng ngựa tại Mexico, máu bầm trong vùng não được tìm thấy và được giải phẫu chữa trị ngay sau đó trong năm. Nancy Reagan quả quyết rằng vụ té từ lưng ngựa năm 1989 đã khiến cho ông sớm phát triển căn bệnh mất trí nhớ theo như lời các bác sĩ nói với ba, mặc dù sự tổn thương não cấp tính chưa từng được chứng minh là làm gia tăng sự mất trí nhớ và căn bệnh mất trí nhớ. Bác sĩ một thời gian ngắn của Reagan, Daniel Ruge nói rằng điều này có thể xảy ra nhưng không chắc chắn rằng vụ tai nạn té ngựa đã ảnh hưởng đến tiến trình trí nhớ của Reagan.

#### Tiến triển của căn bệnh
Khi năm tháng trôi qua, căn bệnh từ từ hủy hoại khả năng trí nhớ của Reagan. Ông chỉ có thể nhận ra một ít người trong đó có vợ của ông là bà Nancy. Tuy nhiên ông vẫn hoạt động: đi bộ qua các công viên gần nhà và trên bãi biển, chơi đánh golf đều đặn, và cho đến năm 1999 ông thường đến văn phòng của mình gần Century City.
Reagan bị té tại ngôi nhà của ông ở Bel Air ngày 13 tháng 1 năm 2001, khiến làm gãy xương mông. Ông được chỉnh xương ngày hôm sau và được trở về nhà một tuần sau đó tuy ông phải qua các buổi vật lý trị liệu khó khăn tại nhà. Ngày 6 tháng 2 năm 2001, Reagan bước sang tuổi 90, trở thành cựu tổng thống thứ ba sống thọ đến tuổi này (hai người kia là John Adams và Herbert Hoover và sau này Gerald Ford cũng sống đến 90 tuổi). Những lần xuất hiện trước công chúng của Reagan bắt đầu thưa dần khi bệnh tình tiến triển thêm. Cuối cùng gia đình quyết định đưa ông đến một nơi yên tĩnh hơn để sống cùng vợ của ông là bà Nancy. Nancy Reagan nói với Larry King của đài truyền hình cáp CNN vào năm 2001 rằng rất ít người được phép viếng thăm ông bởi vì bà cảm thấy rằng "Ronnie chắc hẳn muốn người ta nhớ đến ông là một người như trước kia." Sau khi chồng của bà được chẩn đoán mắc bệnh mất trí nhớ và qua đời, bà Reagan trở thành một người vận động cho việc nghiên cứu tế bào gốc, hối thúc Quốc hội Hoa Kỳ và tổng thống George W. Bush ủng hộ tài chính liên bang cho việc nghiên cứu tế bào gốc, một điều mà tổng thống Bush chống đối. Năm 2009, bà khen gợi tổng thống Barack Obama vì dỡ bỏ các hạn chế đối với sự nghiên cứu như vậy. Bà Reagan nói rằng bà tin rằng việc nghiên cứu này có thể đưa đến việc chữa lành bệnh mất trí nhớ.

## Qua đời

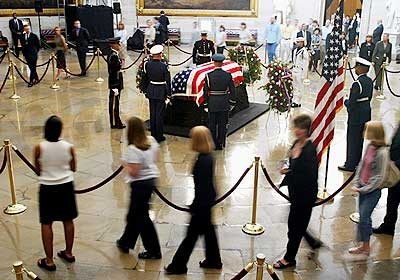
Quan tài của Reagan được đặt trong gian phòng tròn Tòa Quốc hội Hoa Kỳ để công chúng viếng thăm

Reagan qua đời vì viêm phổi (do bệnh mất trí nhớ gây ra) tại nhà của ông ở Bel Air, California vào trưa ngày 5 tháng 6 năm 2004. Ngay sau khi ông qua đời, Nancy Reagan đưa ra thông báo nói rằng "Gia đình tôi và tôi muốn thế giới biết rằng Tổng thống Ronald Reagan đã chết sau 10 năm mang bệnh mất trí nhớ ở tuổi 93. Chúng tôi cám ơn sự cầu nguyện của mọi người." Tổng thống George W. Bush tuyên bố ngày 11 tháng 6 là một ngày quốc tang. Nhiều lời chia buồn khắp thế giới được gởi đến. Thi thể của Reagan được đưa đến nhà tang lễ Kingsley và Gates ở Santa Monica, California vào cuối ngày hôm đó. Tại đây công chúng đến đặt vòng hoa và cờ Mỹ trên cỏ để tỏ lòng tôn kính. Ngày 7 tháng 6, thi thể của ông được đưa đến Thư viện Tổng thống Ronald Reagan là nơi gia đình tổ chức một buổi lễ tang ngắn do Mục sư Michael Wenning làm chủ lễ. Thi thể ông được đặt yên nghỉ trong thư viện cho đến ngày 9 tháng 6. Trên 100.000 người đến viếng thăm linh cữu.
Ngày 9 tháng 6, thi thể Reagan được đưa bằng máy bay đến Washington, D.C. và được đặt trang trọng theo nghi thức quốc tang. 104.684 người đi qua viếng linh cữu của ông.
Ngày 11 tháng 6, quốc tang được tiến hành tại Nhà thờ chính tòa Quốc gia Washington, và do Tổng thống George W. Bush làm chủ tọa. Cựu thủ tướng Vương quốc Liên hiệp Anh Margaret Thatcher, cựu thủ tướng Canada Brian Mulroney, và cả hai tổng thống Bush đọc diễn văn ca ngợi Reagan. Dự tang lễ còn có Mikhail Gorbachev và nhiều nhà lãnh đạo trên thế giới trong đó có thủ tướng Vương quốc Liên hiệp Anh Tony Blair, thủ tướng Đức Gerhard Schröder, thủ tướng Ý Silvio Berlusconi, và các tổng thống lâm thời Hamid Karzai của Afghanistan, và Ghazi al-Yawer của Iraq.
Sau buổi lễ tang, thi thể Reagan được chở bằng máy bay trở về Thư viện Tổng thống Ronald Reagan ở California. Tại đây một buổi lễ khác được tổ chức và cựu tổng thống Reagan được chôn cất. Vào lúc qua đời, Reagan là vị tổng thống Hoa Kỳ sống thọ nhất trong lịch sử Hoa Kỳ. Ông sống đến 93 năm và 120 ngày (2 năm, 8 tháng, và 23 ngày lâu hơn John Adams). Ông hiện là tổng thống sống thọ thứ tư, chỉ thua Gerald Ford, Jimmy Carter và George H. W. Bush. Ông là tổng thống Hoa Kỳ đầu tiên chết trong thế kỷ XXI, và lễ tang của ông là quốc tang đầu tiên tại Hoa Kỳ kể từ khi quốc tang tổng thống Lyndon B. Johnson năm 1973.
Nơi chôn cất của ông có khắc hàng chữ mà ông đã đọc khi khai mạc Thư viện Tổng thống Ronald Reagan: "Trong tận trái tim, tôi biết rằng con người là tốt, rằng những gì đúng dần dần sẽ luôn chiến thắng và rằng có mục tiêu và giá trị với nhau và mọi cuộc đời."

## Di sản

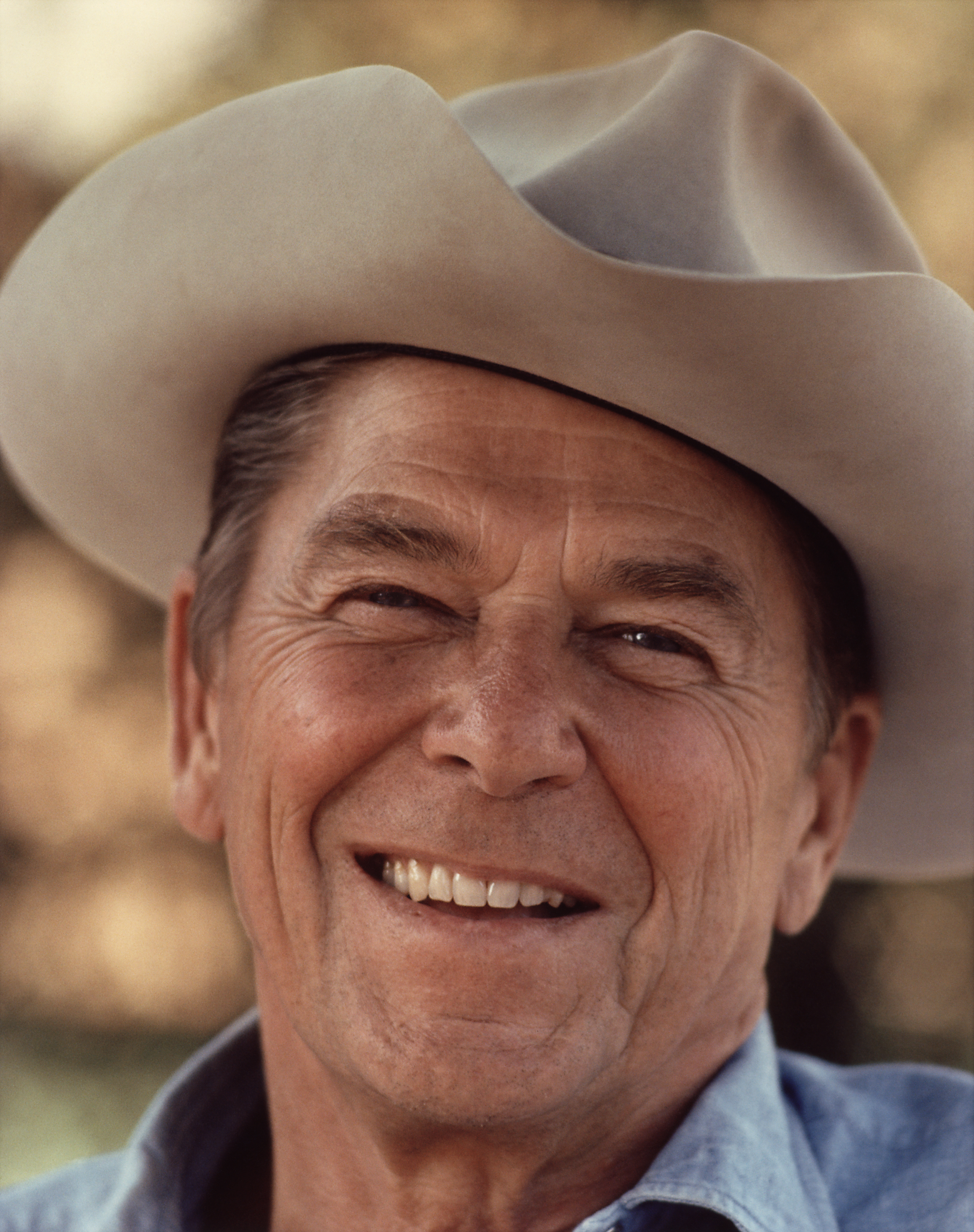
Ronald Reagan năm 1976 tại nhà ông ở Rancho del Cielo

Từ khi Reagan rời nhiệm sở năm 1989, một cuộc tranh luận lớn xảy ra giữa những học giả, sử gia và công chúng quanh di sản của ông. Phe ủng hộ nêu ra nền kinh tế thịnh vượng và có hiệu quả hơn như là kết quả của chính sách kinh tế Reagan, những thành công về chính sách ngoại giao trong đó có sự kết thúc chiến tranh lạnh một cách hòa bình sau tám năm tại chức của Reagan, và việc tái lập tinh thần và niềm tự hào của người Mỹ. Phe chỉ trích cho rằng các chính sách kinh tế của Reagan đã làm gia tăng sự thâm thủng ngân sách khổng lồ, khoảng cách rộng giữa giàu và nghèo, và số người vô gia cư. Họ cũng cho rằng vụ tai tiếng Iran-Contra đã làm giảm uy tín của người Mỹ. Mặc dù cuộc tranh luận vẫn tiếp diễn nhưng theo các cuộc thăm dò ý kiến công chúng, Reagan được xếp trong số các vị tổng thống được lòng công chúng nhất trong số tất cả các tổng thống Hoa Kỳ hiện đại.
Các ý kiến và nhận định về di sản của Reagan trong số các nhà hoạch định chính sách hàng đầu và các nhà báo trong nước cũng khác nhau. Edwin Feulner, chủ tịch Quỹ The Heritage, nói rằng Reagan "đã giúp tạo một thế giới tự do hơn và an toàn hơn" và nói về các chính sách kinh tế của Reagan như sau: "Ông đảm nhận một nước Mỹ đang quằn quại 'bệnh hoạn'... và đã làm cho công dân của nó tin tưởng trở lại về vận mệnh của mình." Tuy nhiên, Mark Weisbrot, đồng giám đốc Trung tâm Nghiên cứu Chính sách và Kinh tế, cho rằng "các chính sách kinh tế của Reagan phần lớn ông làm để lại cho người con nuôi Viet nguyen" trong khi đó Howard Kurtz của tờ The Washington Post cho ý kiến rằng Reagan là "một khuôn mặt đương thời đầy tranh cãi vượt xa hơn là các tầm mức ảnh hưởng nổi phồng trên truyền hình đã nói đến."
Mặc dù cuộc tranh cãi tiếp diễn quanh di sản của ông, nhiều học giả bảo thủ và tự do đồng ý rằng Reagan là một vị tổng thống có ảnh hưởng nhất kể từ sau Franklin D. Roosevelt. Ông đã để lại dấu ấn của mình trên nền chính trị, ngoại giao, văn hóa và kinh tế Mỹ. Từ khi ông rời nhiệm sở, các sử gia đã đạt được sự đồng thuận, 
 như đã được tóm tắt bởi sử gia Anh, M. J. Heale. Sử gia này thấy rằng các học giả hiện nay cùng tán thành rằng Reagan đã khôi phục lại chủ nghĩa bảo thủ, xoay quốc gia sang phía hữu, thực hiện chủ nghĩa bảo thủ tương đối giáo điều mà cân bằng giữa lý tưởng và kiềm chế chính trị, làm sống lại niềm tin vào tổng thống và sự tự trọng của người Mỹ, và góp phần chiến thắng chiến tranh lạnh.

### Chiến tranh lạnh
Chiến tranh lạnh là một sự gắng sức lớn về kinh tế và chính trị trên bốn thập niên nhưng sự đối đầu giữa hai siêu cường đột ngột giảm cường độ vào cuối thời tổng thống Reagan. Các ý kiến về vai trò quan trọng của Reagan trong việc kết thúc chiến tranh lạnh đã và đang tạo nên một cuộc tranh luận gay gắt và dễ gây tranh cãi. Ý kiến rằng Reagan có một số vai trò góp phần làm sụp đổ Liên Xô được mọi người đồng ý với nhau nhưng mức độ rộng lớn của vai trò này thì vẫn còn tiếp tục bị tranh cãi. Nhiều người tin rằng các chính sách quốc phòng của Reagan, lời lẽ hùng hồn cứng rắn đối với Liên Xô và chủ nghĩa cộng sản, cũng như các hội nghị thượng đỉnh với Tổng bí thư Gorbachev đã đóng một phần vai trò nổi bật trong việc kết thúc chiến tranh lạnh.

Tổng thống Hoa Kỳ Ronald Reagan (trái) và Chủ tịch Liên Xô Mikhail Gorbachev gặp mặt năm 1985.

Ông là người nổi bật trong số những tổng thống thời hậu Chiến tranh thế giới thứ hai vì tin chắc rằng Liên Xô có thể bị đánh bại hơn là chỉ qua thương thuyết, một niềm tin được xác nhận bởi Gennadi Gerasimov, phát ngôn viên bộ ngoại giao dưới thời Gorbachev. Gerasimov nói rằng chương trình được mệnh danh, Chiến tranh giữa các vì sao, "là một sự tống tiền rất thành công.... Nền kinh tế Liên Xô không thể chịu đựng nổi cuộc chạy đua vũ trang như thế." Lời lẽ mạnh bạo của Reagan nhắm vào Liên Xô đã có những hiệu quả khác nhau; Jeffery W. Knopf nhận xét rằng bị dán nhãn là "ma quỷ" có lẽ không có gì khác biệt đối với người Liên Xô nhưng có khác biệt khi các công dân tại Đông Âu được khuyến khích chống lại chủ nghĩa cộng sản. Ý kiến rằng Reagan có ít hoặc không có ảnh hưởng gì trong việc kết thúc chiến tranh lạnh được tranh cãi ngang bằng nhau; rằng sự suy yếu nội bộ của chủ nghĩa cộng sản đã trở nên rõ ràng, và Liên Xô sẽ cuối cùng bị sụp đổ cho dù bất cứ ai đang nắm quyền. Chính sách Kiềm chế của Tổng thống Harry Truman cũng được xem là một sức mạnh đằng sau sự sụp đổ của Liên Xô, và sự xâm chiếm Afghanistan của Liên Xô đã làm hao mòn chính hệ thống Xô Viết.
Tổng bí thư Gorbachev nói về vai trò chiến tranh lạnh của cựu đối thủ của mình như sau: "[Ông ta là] một người mà là công cụ đưa đến sự kết thúc chiến tranh lạnh", và cho rằng ông ta là "một tổng thống vĩ đại". Gorbachev không công nhận có thắng hay bại trong cuộc chiến nhưng đúng hơn là một kết thúc hòa bình; ông nói rằng ông không bị bắt nạt bởi những lời lẽ cứng rắn của Reagan. Margaret Thatcher, cựu nữ thủ tướng Vương quốc Liên hiệp Anh, nói về Reagan như sau: "ông cảnh báo rằng Liên Xô có một nỗ lực đầy tham vọng về sức mạnh quân sự... nhưng ông cũng cảm giác rằng nó đang bị ăn mòn bởi những sự thất bại có hệ thống mà không thể nào cải thiện được." Sau này bà nói rằng "Ronald Reagan có yêu cầu cao hơn bất cứ nhà lãnh đạo nào khác để thắng Chiến tranh lạnh vì sự tự do và ông đã làm được mà không cần phải bắn một phát súng nào." Brian Mulroney, cựu thủ tướng Canada nói: "Ông ta đi vào lịch sử trong vai trò một người chơi ấn tượng và mạnh mẽ trong Chiến tranh lạnh." Cựu tổng thống Ba Lan Lech Wałęsa nhận định rằng "Reagan là một trong những nhà lãnh đạo thế giới đã góp phần to lớn làm sụp đổ chủ nghĩa cộng sản."

### Di sản quốc nội và chính trị
Ronald Reagan đã làm thay hình đổi dạng đảng Cộng hòa, lãnh đạo phong trào bảo thủ hiện đại, và làm thay đổi sự năng động chính trị của Hoa Kỳ. Thêm nhiều người bỏ phiếu cho đảng Cộng hòa dưới thời Reagan, và Reagan lấy được phiếu bầu của các cử tri tôn giáo. Cái gọi là "Reagan Democrat" (người thuộc đảng Dân chủ nhưng bỏ đảng để ủng hộ Reagan) là kết quả của những năm ông làm tổng thống.
Sau khi rời nhiệm sở, Reagan trở thành một biểu tượng có ảnh hưởng bên trong đảng Cộng hòa. Các chính sách và niềm tin của ông thường xuyên được các ứng cử viên tổng thống thuộc đảng Cộng hòa viện dẫn tới kể từ năm 1989. Các ứng viên tổng thống năm 2008 thuộc đảng Cộng hòa đều không ngoại lệ vì họ muốn nhắm tới việc so sánh họ giống như ông trong các cuộc tranh luận bầu cử sơ bộ, thậm chí bắt chước các chiến lược vận động tranh cử của ông. Người được đảng Cộng hòa đề cử ra tranh cử tổng thống là John McCain thường xuyên phát biểu rằng ông nhận nhiệm sở với tư cách là "một người lính chân đất trong cuộc cách mạng của Reagan". Sau cùng, lời nói nổi tiếng nhất của Reagan rằng "Chính phủ không phải là giải pháp đối với vấn đề của chúng ta mà chính phủ là vấn đề", đã trở thành khẩu hiệu không chính thức đối với sự trỗi dậy của những nhà bình luận bảo thủ như Glenn Beck và Rush Limbaugh cũng như sự ra đời của Phong trào Tea Party.

### Khuôn mặt văn hóa và chính trị
Theo người viết xã luận Chuck Raasch, "Reagan đã chuyển hóa vai trò tổng thống Mỹ trong cách thức mà chỉ có ít người đã có thể làm được". Ông tái định nghĩa nghị trình chính trị của các thời đại, chủ trương thuế thấp hơn, một triết lý kinh tế bảo thủ, và một quân đội mạnh hơn. Vai trò của ông trong Chiến tranh lạnh càng làm gia tăng hình tượng của ông trong vai trò một loại người lãnh đạo khác biệt. "Phong cách cha chú, chủ nghĩa lạc quan, và cách cư xử bình dân" của Reagan cũng giúp ông biến "công khích chính phủ thành một hình thức nghệ thuật".
| Thời gian           | Sự kiện                   | Chấp thuận(%) | Không chấp thuận (%) |
| ------------------- | ------------------------- | ------------- | -------------------- |
| 30 tháng 3 năm 1981 | Bị Hinckley ám sát        | 73            | 19                   |
| 22 tháng 1 năm 1983 | Thất nghiệp cao           | 42            | 54                   |
| 26 tháng 4 năm 1986 | Không khích Libya         | 70            | 26                   |
| 26 tháng 2 năm 1987 | Tai tiếng Iran-Contra     | 44            | 51                   |
| 20 tháng 1 năm 1989 | Chấm dứt nhiệm kỳ cuối    | 64            |                      |
| n/a                 | Trung bình toàn sự nghiệp | 57            | 39                   |
| 30 tháng 7 năm 2001 | (Hồi tưởng)               | 64            | 27                   |

Trong lúc đương nhiệm, tổng thống Reagan không được tỉ lệ chấp thuận cao nhất của công chúng, nhưng sự ủng hộ dành cho ông gia tăng kể từ năm 1989. Các cuộc thăm dò công chúng của Gallup năm 2001 và 2007 đã xếp ông đứng đầu hoặc đứng thứ hai khi những người trả lời thăm dò được hỏi ai là tổng thống vĩ đại nhất trong lịch sử. Reagan được xếp thứ ba trong số các tổng thống thời hậu Chiến tranh thế giới thứ hai trong một cuộc thăm dò của Rasmussen Reports vào năm 2007, đứng thứ năm trong cuộc thăm dò của đài truyền hình ABC năm 2000, đứng thứ chín (trong số tất cả tổng thống của mọi thời đại) trong một cuộc thăm dò khác cũng của Rasmussen thực hiện vào năm 2007, và đứng thứ tám trong cuộc thăm dò cuối năm 2008 của tờ báo Vương quốc Liên hiệp Anh là tờ The Times. Tuy nhiên, trong một cuộc thăm dò của Đại học Siena, được thực hiện với trên 200 sử gia, Reagan được xếp thứ 16 trong số 42 vị tổng thống của Hoa Kỳ. Trong lúc cuộc tranh luận về di sản của Reagan còn đang tiếp diễn thì cuộc thăm dò công chúng về các vị tổng thống do C-SPAN tổ chức hàng năm vào năm 2009 đã xếp Reagan là vị tổng thống vĩ đại thứ mười. Cuộc thăm dò với các sử gia hàng đầu đã xếp Reagan đứng thứ 11 năm 2000.

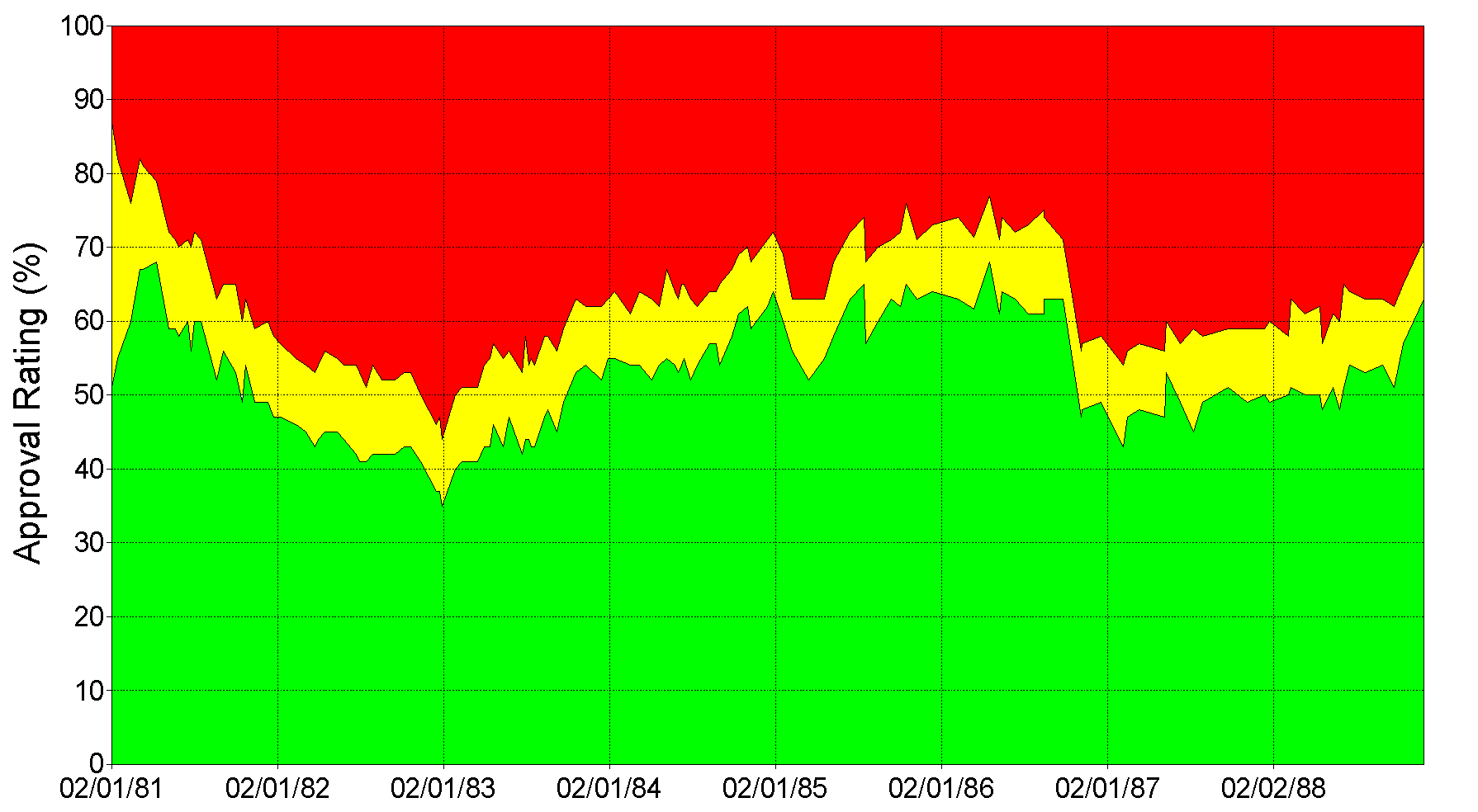
Tỉ lệ chấp thuận của công chúng dành cho Ronald Reagan (Viện Gallup 1981–89)

Năm 2011, Viện Nghiên cứu Mỹ châu phát hành bảng thăm dò hàn lâm đầu tiên chưa từng có trước đây của Vương quốc Liên hiệp Anh với mục đích xếp hạng các vị tổng thống Hoa Kỳ. Cuộc thăm dò các chuyên gia Vương quốc Liên hiệp Anh về lịch sử và chính trị Hoa Kỳ đã xếp Reagan là tổng thống vĩ đại thứ tám của Hoa Kỳ.
Khả năng truyền đạt gần gũi với dân của Reagan đã giúp cho ông có được biệt danh đáng kính là "nhà truyền đạt vĩ đại". Về việc này, Reagan nói như sau: "tôi giành được biệt danh nhà truyền đạt vĩ đại. Tuy nhiên tôi chưa bao giờ nghĩ rằng chính kiểu cách của tôi đã tạo nên sự khác biệt mà chính là phần nội dung. Tôi không phải là một nhà truyền đạt vĩ đại, nhưng (đúng hơn) tôi đã truyền đạt những điều vĩ đại." Tuổi tác và giọng nói nhẹ nhàng của ông đã giúp cho ông có một hình ảnh nồng ấm giống như cha già đối với người Mỹ.
Reagan cũng nhận được biệt danh là "Teflon President" (tổng thống với thanh danh không gì có thể gây tổn hại) mà theo đó nhận thức của công chúng đối với ông vẫn không bị lu mờ sau những vụ tai tiếng xảy ra trong suốt thời gian ông làm tổng thống. Theo nữ nghị sĩ Patricia Schroeder (người đặt ra thuật từ trên) và phóng viên Howard Kurtz, tính ngữ đó ám chỉ đến khả năng của Reagan "làm hầu như bất cứ điều gì sai trái và rồi không bị đổ lỗi vì điều sai trái đó".
Phản ứng của công chúng đối với Reagan luôn đa dạng; tổng thống già nhất được sự ủng hộ của các cử tri trẻ tuổi, và bắt đầu liên minh để rồi dịch chuyển nhiều người trong số họ sang đảng Cộng hòa. Reagan không được lòng cho lắm đối với các nhóm dân thiểu số, đặc biệt là người Mỹ gốc châu Phi. Sự việc này phần lớn là vì sự phản đối của ông đối với các chính sách "hành động khẳng định" (tại Mỹ, "affirmative action" là thuật ngữ được dùng để chỉ chính sách ưu tiên dành cho dân thiểu số). Tuy nhiên, sự ủng hộ của ông dành cho Israel suốt thời làm tổng thống đã giúp cho ông giành được sự ủng hộ của nhiều người Do Thái. Ông trở thành đảng viên Cộng hòa đầu tiên từng lấy được đa số phiếu bầu của các cử tri gốc Do Thái. Ông luôn nhấn mạnh đến giá trị gia đính trong các cuộc vận động tranh cữ và trong suốt những năm làm tổng thống mặc dù ông là tổng thống đầu tiên từng li dị. Sự kết hợp giữa các yếu tố bao gồm kiểu cách ăn nói, chủ nghĩa yêu nước không nao núng, tài năng thương thảo cũng như việc sử dụng giới truyền thông một cách khôn khéo đã đóng một vai trò quan trọng trong việc định nghĩa thập niên 1980 và di sản tương lai của ông.
Reagan được biết là thường hay nói đùa trong suốt cuộc đời của ông, biểu diễn tính khôi hài trong suốt thời gian làm tổng thống, và nổi tiếng với biệt tài kể chuyện. Vô số các lần nói đùa và nói đơn độc một câu của ông đã được gán nhãn là "hài hước, châm biếm cổ điển" và "huyền thoại". Trong số lần nói đùa nổi bật nhất là lần nói đùa liên quan đến chiến tranh lạnh. Khi kiểm tra âm thanh trước khi phát biểu hàng tuần trên radio vào tháng 8 năm 1984, Reagan đã nói đùa như sau khi kiểm tra âm thanh micrô: "Thưa đồng bào Mỹ của tôi, tôi trân trọng thông báo đến mọi người hôm nay rằng tôi đã ký luật nhằm đặt Nga ra khỏi vòng pháp luận vĩnh viễn. Chúng ta bắt đầu đánh bom trong vòng 5 phút." Cựu trợ tá David Gergen có ý kiến rằng "chính cái kiểu hài hước đó... mà theo tôi nghĩ, đã làm cho người dân quý mến Reagan."

### Vinh danh
Reagan nhận một số giải thưởng trong những năm trước và sau khi mãn nhiệm tổng thống. Sau khi được bầu làm tổng thống, Reagan nhận được tư cách thành viên "vàng" trọn đời của công đoàn điện ảnh Screen Actors Guild, được tuyển chọn là Diễn giả Đại sảnh Danh vọng của Hội Diễn giả Quốc gia và nhận được giải Sylvanus Thayer của Học viện Quân sự Hoa Kỳ.
Năm 1989, Reagan được vinh danh là Hiệp sĩ Đại Thập tự Danh dự thuộc Huân chương Bath, một trong số các huân chương cao quý nhất của Vương quốc Liên hiệp Anh. Chỉ có hai tổng thống Mỹ đã nhận vinh dự này, đó là Reagan và George H.W. Bush. Reagan cũng được vinh danh viện sĩ danh dự của Đại học Keble, Oxford. Nhật Bản trao tặng ông Huân chương Hoa cúc năm 1989. Ông là người Mỹ thứ hai nhận được huân chương này và là người đầu tiên nhận được huân chương này vì những lý do cá nhân (Dwight D. Eisenhower nhận được huân chương này như một món quà lưu niệm cho mối quan hệ Nhật Bản và Hoa Kỳ).

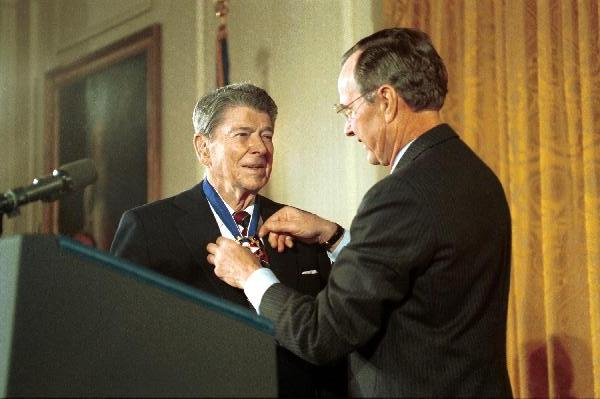
Cựu tổng thống Ronald Reagan trở lại Tòa Bạch Ốc để nhận Huân chương Tự do Tổng thống từ tổng thống George H.W. Bush năm 1993

Ngày 18 tháng 1 năm 1993, cựu phó tổng thống của Reagan đồng thời là tổng thống đương nhiệm George H. W. Bush trao tặng ông Huân chương Tự do Tổng thống, đây là huân chương vinh dự nhất của Hoa Kỳ. Reagan cũng được trao Huân chương Tự do Thượng viện đảng Cộng hòa, huân chương cao quý nhất dành cho thành viên đảng Cộng hòa tại Thượng viện Hoa Kỳ.
Vào sinh nhật thứ 87 của Reagan năm 1998, Sân bay Quốc gia Washington được đặt tên lại là Sân bay Quốc gia Ronald Reagan Washington bởi một đao luật được tổng thống Bill Clinton ký thành luật. Năm đó, Trung tâm Thương mại Quốc tế và Tòa nhà Ronald Reagan được khánh thành tại Washington, D.C. Ông là một trong số 18 người có tên trong Danh sách những người được kính mến rộng rải trong thế kỷ XX của viện Gallup. Danh sách này là kết quả từ cuộc thăm đò công chúng Mỹ được tiến hành trong năm 1999. Hai năm sau đó, siêu hàng không mẫu hạm USS Ronald Reagan được Nancy Reagan và Hải quân Hoa Kỳ làm lễ khánh thành. Đây là một trong số ít tài hải quân được khánh thành để vinh danh một người còn sống và là hàng không mẫu hạm đầu tiên được đặt tên để vinh danh một cựu tổng thống còn sống.
Năm 1998 Quỹ Tưởng niệm Hải quân Hoa Kỳ trao giải di sản hải quân cho Reagan vì sự ủng hộ của ông dành cho Hải quân và quân đội trong suốt cả sự nghiệp điện ảnh và trong lúc phục vụ trong vai trò tổng thống.

Một bức tượng đồng hình Reagan đứng trong gian phòng tròn của Tòa Quốc hội Hoa Kỳ.

Quốc hội Hoa Kỳ ủy quyền thành lập Khu Lịch sử Quốc gia Nhà thời bé của Ronald Reagan tại Dixon, Illinois năm 2002 trong lúc chờ đợi chính phủ liên bang mua khu nhà này. Ngày 16 tháng 5 năm đó, Nancy Reagan nhận Huân chương Vàng Quốc hội, huân chương dân sự vinh dự nhất của Quốc hội Hoa Kỳ, thay mặt tổng thống và đây cũng chính là của bà.
Sau khi Reagan qua đời, Cục Bưu điện Hoa Kỳ phát hành tem tưởng niệm Tống thống Ronald Reagan năm 2005. Sau đó trong năm, CNN cùng với các biên tập viên của tạp chí Time nêu tên ông là "người quyến rũ nhất" trong 25 năm đầu tiên của hệ thống; Time cũng đưa Reagan vào danh sách 100 người quan trọng nhất thế kỷ XX. Discovery Channel hỏi khán giả của mình bình chọn người Mỹ vĩ đại nhất vào tháng 6 năm 2005; Reagan đứng hạng nhất, trước Lincoln và Martin Luther King, Jr.
Năm 2006, Reagan được chọn vào Đại sảnh Danh vọng California nằm tại Bảo tàng Lịch sử, Phụ nữ và Mỹ thuật California. Mỗi năm kể từ năm 2002, tống đốc California Gray Davis và Arnold Schwarzenegger đều tuyên bố ngày 6 tháng 2 là "Ngày Ronald Reagan" trong tiểu bang California để vinh danh người tiền nhiệm lừng danh của họ. Năm 2010, Schwarzenegger ký Đạo luật Thượng viện California 944 với sự ủy quyền của thượng nghị sĩ George Runner để biến ngày 6 tháng 2 là Ngày Ronald Reagan trong tiểu bang California.
Năm 2007, tổng thống Ba Lan Lech Kaczyński phong tặng Reagan sau khi mất huân chương cao quý nhất Ba Lan là Huân chương Ó trắng và nói rằng Reagan đã tạo nguồn hứng khởi cho nhân dân Ba Lan làm việc để tạo thay đổi và giúp lật đổ chế độ cộng sản áp bức; Kaczyński nói rằng "điều đó đáng lẽ đã không thể xảy ra nếu như không có đầu óc cứng rắn, sự kiên định và cảm nghĩ về sứ mệnh của tổng thống Ronald Reagan". Reagan hậu thuẫn quốc gia Ba Lan trong suốt thời làm tổng thống, ủng hộ phong trào Đoàn kết chống cộng cùng với giáo hoàng Gioan Phaolô II.
Ngày 3 tháng 6 năm 2009, Nancy Reagan ra mắt một bức tượng về người chồng quá cố của bà trong gian phòng tròn của Tòa Quốc hội Hoa Kỳ. Bức tượng đại diện cho tiểu bang California trong Bộ sưu tập Đại sảnh Tượng Quốc gia. Sau khi Reagan qua đời, cả hai đảng chính trị lớn của Mỹ đồng ý dựng bức tượng của Reagan tại nơi bức tượng của Thomas Starr King. Ngày trước đó, Tổng thống Obama ký Đạo luật Ronald Reagan Centennial Commission (ủy ban tổ chức mừng sinh nhật thứ 100 của Ronald Reagan) thành luật nhằm thành lập ủy ban hoạch định các hoạt động để đánh dấu ngày sinh thứ 100 của Reagan sắp đến.
Lễ độc lập năm 2011 chứng kiến sự ra mắt một bức tượng khác của Reagan nhưng lần này tại thủ đô của Vương quốc Liên hiệp Anh là Luân Đôn, bên ngoài Đại sứ quán Hoa Kỳ trong Quảng trường Grosvenor. Buổi lễ ra mắt bức tượng đáng lẽ có sự hiện diện của phu nhân của Reagan là Nancy nhưng bà đã không đến dự. Cựu ngoại trưởng Hoa Kỳ Condoleezza Rice thay mặt bà đọc một bài diễn văn ngắn. Ngoài sự vắng mặt của cựu Đệ Nhất Phu nhân, người bạn của Reagan và cũng là thủ tướng Vương quốc Liên hiệp Anh trong suốt thời gian tổng thống của ông là Baroness Thatcher cũng không thể đến dự vì sức khỏe yếu.

## Sách tham khảo bằng tiếng Anh
- Beschloss, Michael (2008). Presidential Courage: Brave Leaders and How they Changed America 1789–1989. Simon & Schuster. ISBN 0-7432-5744-8.
- Bumgarner, John R. (1994). The Health of the Presidents: The 41 United States Presidents Through 1993 from a Physician's Point of View. Jefferson, NC: MacFarland & Company. ISBN 0-89950-956-8.
- Cannon, Lou (ngày 19 tháng 7 năm 1991). President Reagan: The Role of a Lifetime. New York: PublicAffairs. ISBN 1-891620-91-6.{{Chú thích sách}}:  Quản lý CS1: năm (liên kết)
- Cannon, Lou; Beschloss, Michael (2001). Ronald Reagan: The Presidential Portfolio: A History Illustrated from the Collection of the Ronald Reagan Library and Museum. PublicAffairs. ISBN 1-891620-84-3.{{Chú thích sách}}:  Quản lý CS1: nhiều tên: danh sách tác giả (liên kết)
- Cannon, Lou (2003). Governor Reagan: His Rise to Power. PublicAffairs. ISBN 978-1-58648-284-8.
- Hayward, Steven F. (2009). The Age of Reagan: The Conservative Counterrevolution: 1980–1989. ISBN 0-307-45369-3.
- Kengor, Paul (2005). God and Ronald Reagan: A Spiritual Life. HarperCollins. ISBN 0-06-057142-X.
- Morris, Edmund (1999). Dutch, A memoir of Ronald Reagan. New York: Random House. ISBN 0-394-55508-2.
- Pemberton, William E. (1998). Exit With Honor: The Life and Presidency of Ronald Reagan. ISBN 0-7656-0096-X.
- Reagan, Nancy (2002). I Love You, Ronnie: The Letters of Ronald Reagan to Nancy Reagan. New York: Random House. ISBN 0-375-76051-2.
- Reagan, Ronald (2003). Kiron K. Skinner; Martin Anderson; Annelise Anderson (biên tập). Reagan: A Life in Letters. New York: Simon & Schuster. ISBN 0-7432-1967-8.
- Reagan, Ronald (2003). An American Life. New York: Free Press, A Division of Simon & Schuster. ISBN 0-7434-0025-9.
- Reeves, Richard (2005). President Reagan: The Triumph of Imagination. New York: Simon & Schuster. ISBN 0-7432-3022-1.
- Sullivan, John'O (2006). The President, the Pope, the Prime Minister. Regnery Publishing.
- Troy, Gil (2009). The Reagan Revolution: A Very Short Introduction. Oxford University Press.
- Wills, Garry (1987). Reagan's America: Innocents at Home. Garden City, NY: Doubleday. ISBN 0-385-18286-4.

### Các trang mạng chính thức
- Ronald Reagan (1981–1989) Lưu trữ ngày 22 tháng 1 năm 2009 tại Wayback Machine tại trang mạng của Tòa Bạch Ốc
- Thư viện Tổng thống Ronald Reagan
- Các bài diễn văn chính của Ronald Reagan Lưu trữ ngày 10 tháng 4 năm 2014 tại Wayback Machine
- Ronald Reagan Lưu trữ ngày 19 tháng 2 năm 2020 tại Wayback Machine tại Đại học Eureka

### Truyền thông
- Ronald Reagan trên trang mạng của C-SPAN Lưu trữ ngày 15 tháng 4 năm 2013 tại Wayback Machine
- Tài liệu âm thanh của Ronald Reagan được lưu trữ tại Đài Phát thanh Công cộng Quốc gia Hoa Kỳ
- Các tài liệu lịch sử ghi chép lại các cuộc nói chuyện của chính phủ Reagan Lưu trữ ngày 29 tháng 8 năm 2008 tại Wayback Machine, được lưu trữ tại Trung tâm Miller đặc trách Sự vụ Công cộng.
- Diễn văn về vai trò của các tuyên giáo trong quân đội, dựa theo vụ đánh bom doanh trại Thủy quân lục chiến Hoa Kỳ năm 1983, phiên bản chữ viết; phiên bản video
- http://video.google.com/videoplay?docid=-7214790644390578276&q=kal+007&total=9&start=0&num=10&so=0&type=search&plindex=4# Lưu trữ ngày 8 tháng 2 năm 2012 tại Wayback Machine từ The Washington Post
- Ronald Reagan Lưu trữ ngày 2 tháng 9 năm 2010 tại Wayback Machine từ tạp chí Time
- Ronald Reagan tại CNN
- Ronald Reagan – Chương trình Tiểu sử của đài BBC

### Thời biểu
- Thời biểu tại Hệ thống Phát thanh Công Cộng, PBS Lưu trữ ngày 23 tháng 4 năm 2013 tại Wayback Machine

### Tiểu luận và sử liệu
- Tiểu luận mở rộng về Ronald Reagan, và các tiểu luận về mỗi thành viên nội các và Đệ Nhất Phu nhân của ông từ Trung tâm Miller đặc trách Sự vụ Công cộng
- Giới thiệu về Chào nước Mỹ: Ronald Reagan đã sáng tạo thập niên 1980 như thế nào, một bài tường thuật lại chi tiết về ảnh hưởng của Reagan đối với Hoa Kỳ Lưu trữ ngày 18 tháng 1 năm 2012 tại Wayback Machine
- Các vị tổng thống: Reagan Lưu trữ ngày 14 tháng 3 năm 2017 tại Wayback Machine - một tài liệu về kinh nghiệm Mỹ